# Eurovision Song Contest 2018
Der 63. Eurovision Song Contest fand vom 8. bis zum 12. Mai 2018 in der Altice Arena in der portugiesischen Hauptstadt Lissabon statt. Die portugiesische Rundfunkanstalt Rádio e Televisão de Portugal (RTP) war zum ersten Mal mit der Ausrichtung des Eurovision Song Contests beauftragt, nachdem Salvador Sobral mit dem Lied Amar pelos dois für Portugal den Eurovision Song Contest 2017 in Kiew (Ukraine) gewonnen hatte.
Den Wettbewerb gewann für Israel Netta mit dem Beitrag Toy, der von Doron Medalie und Stav Beger geschrieben wurde. Israel erreichte 529 Punkte und damit den vierten Sieg in seiner Geschichte beim Eurovision Song Contest.
Österreich gewann das Juryvoting und wurde in der Gesamtwertung Dritter mit 342 Punkten. Nach den beiden Siegen durch Udo Jürgens und Conchita Wurst war der dritte Platz zu diesem Zeitpunkt die erfolgreichste Platzierung Österreichs in der Geschichte des Eurovision Song Contest.
Deutschland konnte nach Jahren des Misserfolgs einen vierten Platz (340 Punkte) einfahren und sich somit das erste Mal seit 2012 in den Top 10 platzieren. Es ist das beste deutsche Ergebnis seit 2010. Die Schweiz schied zum vierten Mal in Folge im Halbfinale aus. Zypern (2. Platz) und Tschechien (6. Platz) erzielten in diesem Jahr ihr jeweils bestes Ergebnis.

## Austragungsort
Folgende Anforderungen wurden an den Austragungsort gestellt:
- Die austragende Arena sollte Platz für mindestens 10.000 Zuschauer bieten.
- Ein Pressezentrum für mindestens 1500 Journalisten sollte auf dem Gelände vorhanden sein.
- Die Gastgeberstadt sollte in der Nähe eines Verkehrsflughafens gelegen sein.
- Der Austragungsort sollte über entsprechenden öffentlichen Personennahverkehr verfügen, um die Innenstadt, die Arena und Hotels erreichen zu können.
- Im Umkreis des Austragungsortes müssen genügend Hotels und Hotelzimmer für den Zeitraum der Veranstaltung zur Verfügung stehen.

Auf der Sieger-Pressekonferenz 2017 verkündete der Executive Supervisor des Eurovision Song Contest, Jon Ola Sand, dass es ähnlich wie in den Vorjahren einen Bewerbungsprozess für die Auswahl des Austragungsortes in Portugal geben werde. Am 15. Mai 2017 nannte eine Nachrichtensendung der ausrichtenden Rundfunkanstalt RTP die portugiesische Hauptstadt Lissabon als Austragungsort des Eurovision Song Contest 2018, ehe am Folgetag gemeldet wurde, dass der Austragungsort noch nicht feststehe. Neben Lissabon bekundeten folgende Städte ihr Interesse an der Austragung des Eurovision Song Contest 2018: Braga, Espinho, Faro, Gondomar, Guimarães und Santa Maria da Feira.
Am 13. Juni 2017 trafen sich Vertreter der portugiesischen Rundfunkanstalt RTP mit der sogenannten Reference Group des ESC in Genf, um sich über Erfahrungen bei der Wahl des Austragungsortes und Organisatorisches auszutauschen. Bei diesem Treffen stellte RTP die ersten Konzepte und potenzielle Austragungsorte vor.
Am 25. Juli 2017 gab RTP Lissabon und die Altice Arena als Austragungsort sowie das Datum für den ESC 2018 bekannt. Zur Altice Arena, mit der sich die Stadt beworben hatte, hätte es keine Alternativen in der Hauptstadt gegeben.
Folgende Städte hatten sich in der engeren Auswahl befunden und wurden von RTP besucht:
| Stadt                | Austragungsort                     | Maximale Kapazität (bei Konzerten) | Bemerkungen |
| -------------------- | ---------------------------------- | ---------------------------------- | --- |
| Braga                | Parque de Exposições de Braga      | 15.000                             | Nach Renovierung des Gebäudes sollten dort Messen und Veranstaltungen stattfinden. Momentan beträgt die Kapazität maximal 3.000 Zuschauer. Mit der Fertigstellung des Umbaus sollte die Veranstaltungsstätte Platz für 15.000 Zuschauer bieten. |
| Gondomar             | Multiusos Gondomar                 | 08.000                             | Austragungsort der Futsal-Europameisterschaft 2007, diverser Sportveranstaltungen und Konzerte. Die Stadt Gondomar verfügt nicht über genügend Hotels und ein entsprechendes öffentliches Verkehrsnetz. Außerdem besteht wenig Platz für den Aufbau des Pressezentrums.                                                                                          |
| Guimarães            | Multiusos de Guimarães             | 10.000                             | Austragungsort des Festival da Canção 2018, diverser Konzerte, Sportveranstaltungen und Messen. |
| Lissabon             | Altice Arena a                     | 20.000                             | Austragungsort der Expo 98, der U-19-Basketball-Weltmeisterschaft 1999, der MTV Europe Music Awards 2005 und einiger Konzerte. Es handelt sich um die größte Mehrzweckhalle Portugals. Eigentümer der Arena ist Ritmos e Blues. |
| Santa Maria da Feira | Europarque de Santa Maria da Feira | 11.000                             | Austragungsort des Festival Da Canção 2001 und diverser Konzerte. Es handelt sich um die größte Veranstaltungsstätte in der Metropolregion Porto und sie befindet sich 35 Minuten vom Stadtzentrum Portos entfernt. Die Stadt verfügt nicht über genügend Hotelkapazität und müsste daher auf Hotels in den Städten Porto und São João da Madeira zurückgreifen. |

### Weitere Orte

#### Eurovision Village

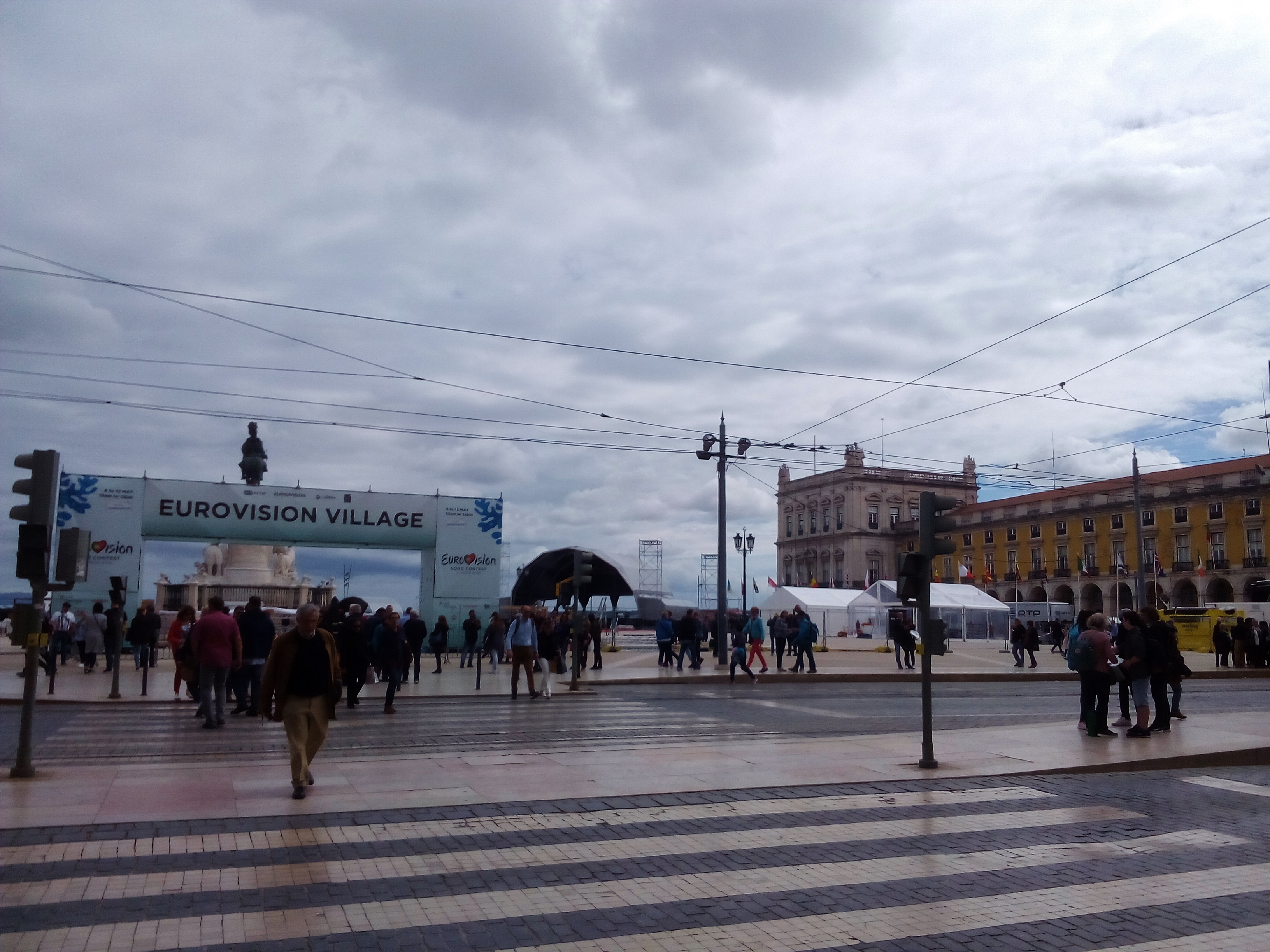
Eingang der Eurovision Village

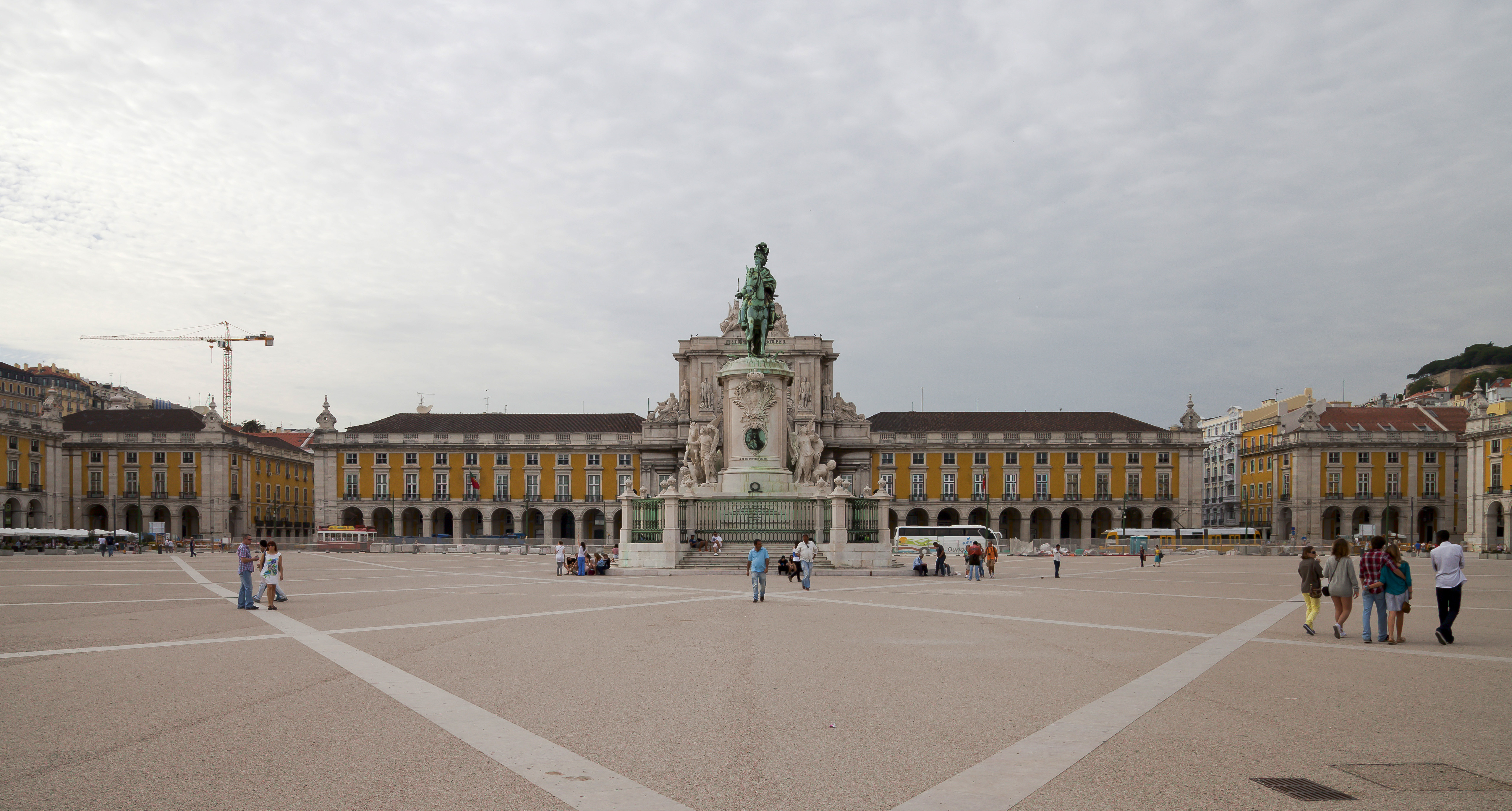
Ort der Eurovision Village

Die Eurovision Village (dt. Eurovision-Siedlung) befand sich im Praça do Comércio. Sie war für zwei Wochen die offizielle Gegend für Fans und Sponsoren. Dort wurden im Laufe der Woche verschiedene Events veranstaltet, wie zum Beispiel Auftritte verschiedener ESC-Teilnehmer oder DJs sowie Public Viewings zu den drei Live-Sendungen. Geöffnet wurde der Ort am 4. Mai 2018.

#### EuroClub
Der EuroClub ist der offizielle Klub für den Eurovision Song Contest 2018. Hier werden Aftershow-Partys sowie private Auftritte von den ESC-Teilnehmern stattfinden. Anders als die Eurovision Village haben hier nur registrierte Fans, Delegationen und die Presse Zutritt. Gelegen ist dieser im Klub Lust in Rio in Cais do Sodré, was in der Nähe der Eurovision Village ist.

#### Eröffnungszeremonie

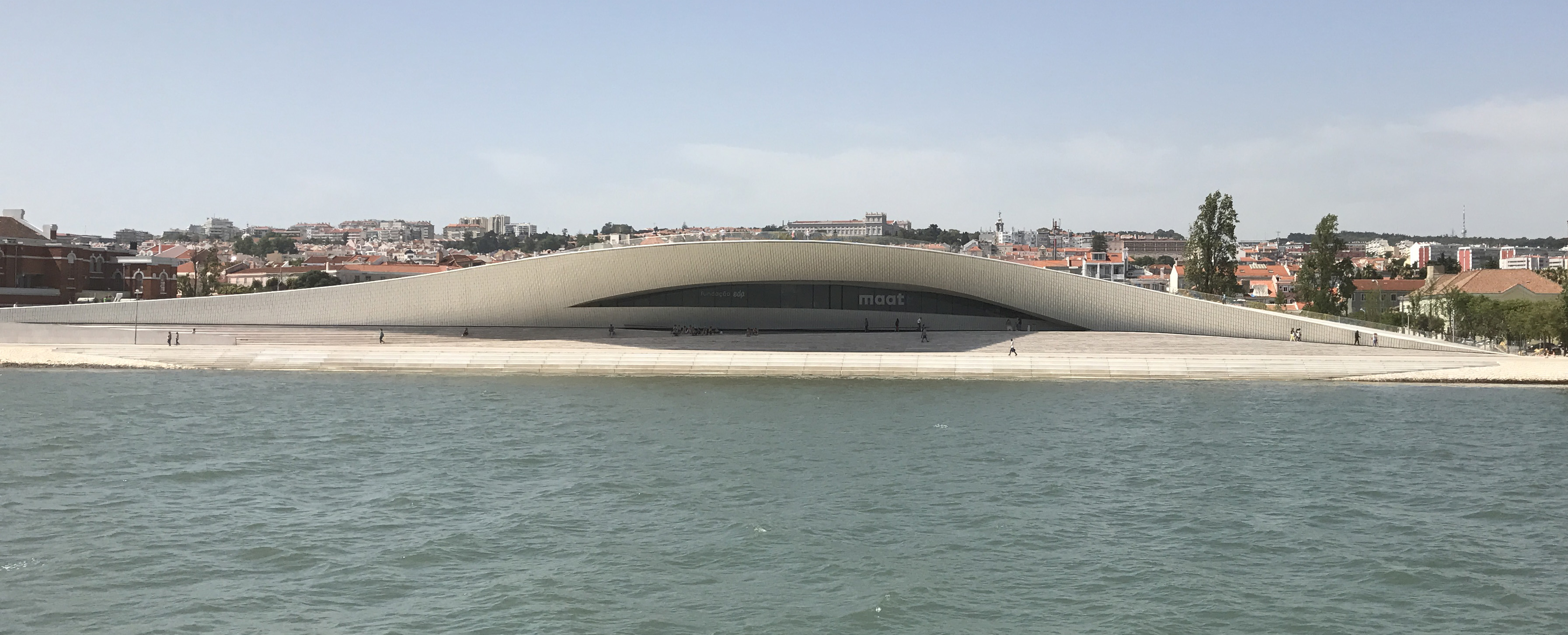
Ort der Eröffnungszeremonie

Der rote Teppich, der dieses Jahr blauer Teppich hieß, da er direkt am Meer lag, fand am 6. Mai 2018 um 17:00 Uhr Ortszeit (18:00 Uhr CET) am Museum für Kunst, Architektur und Technologie im Stadtteil Belém statt. Hier haben sich die Künstler und ihre Delegationen der Presse und den Fans vorgestellt. Dieser blaue Teppich stellte dabei auch die offizielle Eröffnungszeremonie des Eurovision Song Contests 2018 dar. Diese Zeremonie fand allerdings nah am blauen Teppich, also im Elektrizitätsmuseum statt. Moderiert wurde dieses Event von Cláudia Semedo, Inês Lopes Gonçalves, Pedro Granger und Pedro Penim. RTP1 übertrug außerdem das Event live im Fernsehen.

## Format
Am 16. Oktober 2017 gab der CEO von RTP, Gonçalo Reis, bekannt, dass der Eurovision Song Contest 2018 der günstigste aller Zeiten werden solle. Darüber hinaus bezeichnete er den ESC als eine tolle Chance für Portugals Tourismus und Image.

### Motto und Logo
Das Logo sowie das Motto für 2018 wurden am 7. November 2017 auf einer Pressekonferenz bekanntgegeben. Das Motto des diesjährigen Eurovision Song Contests lautet All Aboard! (dt.: Alle an Bord!). RTP wählte dieses Motto, da Portugal den Rest der Welt mit Europa über den Ozean verbindet und Portugal vor 500 Jahren das Zentrum vieler zentraler Seerouten war. Außerdem soll das Motto auch die Einwohner aller Länder dazu einladen, zusammenzukommen.
Das Hauptlogo besteht aus einer Muschel, die aber nicht das einzige Logo für 2018 darstellt. Insgesamt gibt es zwölf verschiedene Logos für 2018, die für die Vielfalt im Ozean und auch für die Vielfalt in Europa stehen. Gonçalo Madaíl, Creative Manager von RTP, charakterisiert Lissabon als eine bunte Stadt, die ein großer Hafen für kulturelle Vielfalt ist und alle Besucher der Stadt willkommen heißt. Dazu ergänzte RTP, dass die zwölf verschiedenen Logos für 2018 alle in der Show zur Geltung kommen werden und auch in den Straßen von Lissabon wiederzufinden sein sollen.

### Moderation
Am 8. Januar 2018 kündigte RTP Filomena Cautela, Sílvia Alberto, Daniela Ruah und Catarina Furtado als Moderatorinnen an. Damit war es das zweite Mal nach 2015, dass vier Frauen den Wettbewerb moderieren sollten.

### Bühnendesign

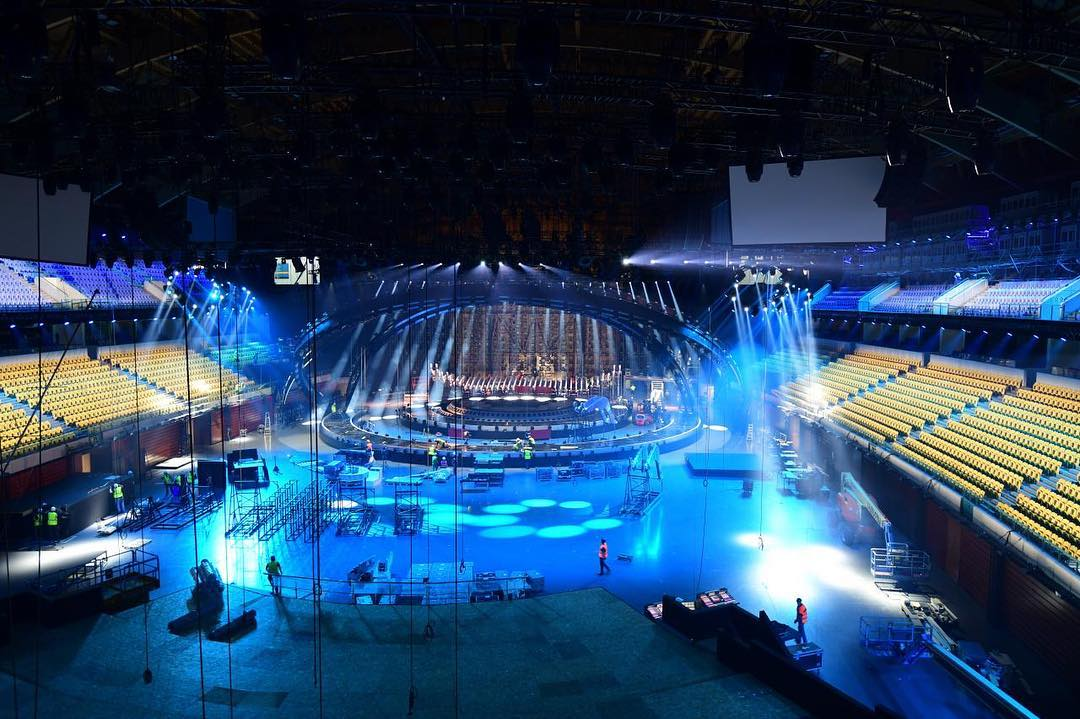
Die Bühne im Aufbau

Am 5. Dezember 2017 stellte RTP das Bühnendesign für 2018 vor. Entworfen wurde es vom deutschen Bühnendesigner Florian Wieder, der bereits die Bühnen vom ESC 2011, 2012, 2015 und 2017 entwarf.
Wieder selbst sagte, dass ihn vier Faktoren beim Bühnendesign beeinflusst haben. Er benannte diese als Navigation, die See, Schiffe und eine Karte. Mit der Navigation spricht er von einer Armillarsphäre, die in Portugals Wappen enthalten ist. Sie ist das Hauptelement des Bühnenkonzepts. Die See steht, laut Wieder, für Freiheit und ist damit einer der friedlichsten Plätze der Erde. Die Bühne zeigt dabei eine moderne Interpretation von einer Welle in ihrer organischen Form. Da die Portugiesen viele Schiffe bauten und damit die Welt besegelten, wurde die Bühne auch von einem Teil des Schiffbaus inspiriert. Die Karte repräsentiert Meer und Land zugleich, wobei sich Linien in alle Himmelsrichtungen ausbreiten und Orte miteinander verbinden. Lissabon wird zum Zentrum, in welchem alle Linien zusammenlaufen.
Am 9. Dezember 2017 wurde bekannt, dass es 2018 weder LED-Hintergründe noch andere Projektionen geben werde. Man wolle neue Technologien für 2018 ausprobieren und den Fokus mehr auf die Interpreten und deren Lieder legen. Inspiriert wurde dieses Konzept von Salvador Sobrals Sieg, der mit einer einfachen Bühnenperformance den Wettbewerb 2017 gewinnen konnte. Der Greenroom wird sich wieder in der Arena befinden, so wie es schon 2012 und seit 2014 der Fall ist.
Der Bühnenaufbau begann am 4. April 2018. Die ersten technischen Proben mit der Bühne fanden am 23. April 2018 statt.

### Live-Shows und Karten
Die ersten Tickets wurden am 30. November 2017 verkauft. Allerdings wurden an diesem Tag nur Karten für das Finale verkauft. Weiterhin konnten auch Tickets für das Jury Finale am 11. Mai 2018 erworben werden sowie für die Generalprobe vor dem Finale am 12. Mai 2018. Der offizielle Ticketpartner ist das portugiesische Ticketunternehmen Blueticket. Die Preise sollen zwischen 35 und 299 Euro liegen.
Die Eintrittskarten für die beiden Halbfinale sowie für die jeweiligen Jury Shows und Proben wurden am 30. Januar 2018 verkauft.
Die OGAE-Fanclubs erhielten ein Ticketkontingent von 1700 Tickets. Damit standen etwa 700 Tickets mehr als 2017 zur Verfügung.
| Show         | Halbfinale 1       | Halbfinale 2        | Finale              |
| ------------ | ------------------ | ------------------- | ------------------- |
| Jury-Show    | Mo. 7. Mai, 21 Uhr | Mi. 9. Mai, 21 Uhr  | Fr. 11. Mai, 21 Uhr |
| Generalprobe | Di. 8. Mai, 15 Uhr | Do. 10. Mai, 15 Uhr | Sa. 12. Mai, 14 Uhr |
| TV-Show      | Di. 8. Mai, 21 Uhr | Do. 10. Mai, 21 Uhr | Sa. 12. Mai, 21 Uhr |

### „Postkarten“
Am 22. Oktober 2017 gab RTP-Programmdirektor Daniel Deusdado bekannt, dass die sogenannten „Postkarten“ – kleine Filme, die in den ESC-Sendungen als Einstimmung auf die jeweiligen Künstler gezeigt werden – für 2018 in Portugal gedreht werden. Dabei reisten alle Delegationen nach Portugal, um dort verschiedene Attraktionen zu besichtigen.

### Nationale Jurys
Die nationalen Jurys vergeben die Hälfte aller Punkte beim Eurovision Song Contest. Dafür werden sich die Mitglieder eines Landes treffen und gemeinsam die Generalprobe der Shows anschauen. Jedes Mitglied erstellt daraufhin, basierend auf Stimme, Komposition und Originalität des Liedes, eine Rangliste aller Beiträge des Abends. Dabei soll dies jeder unabhängig von den anderen tun. Sobald alle Listen fertiggestellt sind, werden sie von der EBU überprüft und in Punkte umgerechnet. In den deutschsprachigen Ländern sitzen folgende Juroren in der Jury:
| Land    | Mitglieder          | Bekannt als                 |
| ------- | ------------------- | --------------------------- |
| Belgien | Bob Savenberg       | Sänger                      |
| Belgien | Wouter Vander Veken | Musikproduzent              |
| Belgien | Lady Linn           | Sängerin                    |
| Belgien | Laura Tesoro        | Sängerin, Teilnehmerin 2016 |
| Belgien | Tom Dice            | Sänger, Teilnehmer 2010     |

| Land        | Mitglieder     | Bekannt als                          |
| ----------- | -------------- | ------------------------------------ |
| Deutschland | Mary Roos      | Sängerin, Teilnehmerin 1972 und 1984 |
| Deutschland | Max Giesinger  | Sänger                               |
| Deutschland | Mike Singer    | Sänger                               |
| Deutschland | Sascha Stadler | Musikproduzent                       |
| Deutschland | Lotte          | Sängerin                             |

| Land       | Mitglieder       | Bekannt als             |
| ---------- | ---------------- | ----------------------- |
| Österreich | Nathan Trent     | Sänger, Teilnehmer 2017 |
| Österreich | Monika Ballwein  | Sängerin                |
| Österreich | Hannes Tschürtz  | Musikmanager Ink Music  |
| Österreich | Ina Regen        | Sängerin                |
| Österreich | Florian Cojocaru | Musikproduzent          |

| Land    | Mitglieder        | Bekannt als    |
| ------- | ----------------- | -------------- |
| Schweiz | Georg Schlunegger | Musikproduzent |
| Schweiz | Alizé Oswald      | Sängerin       |
| Schweiz | Michael Kinzer    |                |
| Schweiz | Eva Bellomo       | Sängerin       |
| Schweiz | Nickless          | Sänger         |

## Neue Regeln für das Juryvoting
Am 27. April 2018 gab die EBU bekannt, dass die Regeln für das Juryvoting 2018 leicht abgewandelt werden. Nach dem bisherigen Verfahren erstellten alle fünf Juroren eines Landes je ein Ranking. Das Gesamtergebnis der Jury wurde ermittelt, indem für jeden Beitrag das durchschnittliche Ranking aller Jury-Mitglieder bestimmt und für die zehn bestplatzierten Beiträge anschließend die entsprechenden Punkte vergeben wurden. Hierbei hatte jede Stimme die gleiche Gewichtung. An diesem linearen Bewertungssystem wurde in der Vergangenheit allerdings oft der hohe Einfluss einer stark abweichenden Bewertung eines Juroren auf die Gesamtbewertung der Jury kritisiert. So konnte ein Land zum Beispiel kaum mehr 12 Punkte erreichen, wenn vier Jurymitglieder ein Land auf Platz 1 setzten, während der verbleibende fünfte Juror das Land auf Platz 26 setzte. Das neue System sieht ein exponentielles Bewertungsmodell vor. Danach erstellen die Juroren zwar weiterhin je ein Ranking. Allerdings wird jedem Platz ein exponentiell absteigender (nicht zwangsläufig ganzzahliger) Score-Wert zugeordnet, beginnend bei 12 Punkten für den ersten Platz und einem Punkt für den letzten Platz. Die oberen Rankingsplätze (insbesondere Plätze 1 bis 3) erfahren hierdurch nun eine höhere Gewichtung als untere Rankingplätze. Anschließend werden die durchschnittlichen Score-Werte über alle Jury-Mitglieder bestimmt und für die zehn bestplatzierten Beiträge die Punkte 1–8, 10 oder 12 vergeben. Mit diesem neuen System soll vermieden werden, dass eine stark negativ abweichende Bewertung eines Jurors im Vergleich zu den anderen Juroren zu viel Einfluss auf das Gesamtergebnis hat.

## Teilnehmer

Länder, die 2018 teilnahmen
Länder, die sich nicht für das Finale qualifiziert hatten
Länder, die in der Vergangenheit teilgenommen haben, jedoch nicht 2018

### Länder
Am 17. November 2017 gab die EBU bekannt, dass sich 43 Rundfunkanstalten am ESC beteiligen werden. Mazedonien schien aufgrund finanzieller Probleme beim Wettbewerb auszusetzen, weswegen sich das Land nicht auf der am 7. November 2017 erschienenen endgültigen Teilnehmerliste befand. Doch konnte Mazedonien die finanziellen Probleme offenbar rechtzeitig lösen, sodass sich zum ersten Mal seit 2011 kein Land von der Veranstaltung zurückzieht. Russland kehrte nach einjähriger Pause zum ESC zurück.

### Wiederkehrende Interpreten
Der Sänger Alexander Rybak, der den Eurovision Song Contest 2009 für Norwegen gewann, kehrte 2018 zurück. Auch der niederländische Sänger Waylon, der 2014 den zweiten Platz als Teil der Band The Common Linnets belegte, kehrte 2018 zum ESC zurück. Ebenso der österreichische Sänger Cesár Sampson, der 2016 und 2017 bereits als Backgroundsänger für Bulgarien tätig war. Vlado Mihailov, ein Mitglied von den bulgarischen Teilnehmern der Band Equinox, war ebenfalls 2017 als Backgroundsänger für Bulgarien tätig. Auch die britische Vertreterin SuRie, die 2015 und 2017 als Backgroundsängerin für Belgien tätig war, kehrte 2018 zurück. Zudem nahm die slowenische Vertreterin Lea Sirk wieder am ESC teil, nachdem sie bereits 2014 und 2016 als Backgroundsängerin für Slowenien tätig war. Hinzu kam die australische Sängerin Jessica Mauboy, die 2014 außer Konkurrenz als Pausenfüller im zweiten Halbfinale auftrat.
| Land                   | Interpret                                 | Vorherige(s) Teilnahmejahr(e)              |
| ---------------------- | ----------------------------------------- | ------------------------------------------ |
| Bulgarien              | Vlado Mihailov (als Mitglied von Equinox) | Begleitung: 2017                           |
| Island                 | Vignir Snær Vigfússon (Begleitung)        | 2011 (als Mitglied von Sigurjón’s Friends) |
| Island                 | Vignir Snær Vigfússon (Begleitung)        | Begleitung: 2003                           |
| Niederlande            | Waylon                                    | 2014 (als Mitglied von The Common Linnets) |
| Norwegen               | Alexander Rybak                           | 2009                                       |
| Österreich             | Cesár Sampson                             | Begleitung: 2016 und 2017 für Bulgarien    |
| Slowenien              | Lea Sirk                                  | Begleitung: 2014 und 2016                  |
| Vereinigtes Königreich | SuRie                                     | Begleitung: 2015 und 2017 für Belgien      |

## Nationale Vorentscheidungen

### Nationale Vorentscheidungen in deutschsprachigen Ländern

#### Belgien
Turnusgemäß war die flämische Rundfunkanstalt VRT für die Auswahl des belgischen Interpreten zuständig. Anders als in der Vergangenheit erfolgte die Auswahl des Interpreten und des Lieds intern. Am 28. September 2017 wurde Laura Groeseneken, die auch unter ihrem Künstlernamen Sennek auftritt, in einer internen Auswahl bestimmt, wie der Sender VRT verkündete. Am 4. März 2018 wurde ihr Titel A Matter Of Time veröffentlicht.

#### Deutschland
Am 22. Februar 2018 fand in Berlin der deutsche ESC-Vorentscheid „Unser Lied für Lissabon“ statt, aus dem als Sieger der Sänger Michael Schulte mit seinem Lied You Let Me Walk Alone hervorging. Erstmals wurde der Beitrag zu je einem Drittel aus den Votingergebnissen eines Eurovisions-Panels, einer internationalen Expertenjury und der Fernsehzuschauerinnen und -zuschauer in Deutschland ermittelt.

#### Österreich
Wie der ORF mitteilte, greift man für die Auswahl des österreichischen Interpreten – wie auch schon 2014 und 2017 – auf eine interne Auswahl zurück. Bis einschließlich Ende August konnten zu diesem Zwecke Bewerbungen eingereicht werden.
Am 5. Dezember 2017 stellte der ORF den Sänger Cesár Sampson als Interpreten Österreichs beim ESC vor. Sein Lied Nobody But You wurde am 9. März 2018 offiziell vorgestellt. Geschrieben wurde es von Sampson selbst sowie von Sebastian Arman und Boris Milanow, die bereits in den letzten Jahren an Beiträgen von Bulgarien, Mazedonien und Serbien mitwirkten.

#### Schweiz
Am 4. Februar 2018 fand in Zürich die schweizerische Vorentscheidung statt. Als Sieger ging das Geschwister-Duo ZiBBZ mit dem Lied Stones hervor.

### Andere Länder
Die folgende Tabelle zeigt, in welchem Modus die restlichen Teilnehmerländer die Auswahl ihres Interpreten und Liedes vorgenommen haben.
| Land                   | Nationaler Vorentscheid                         |
| ---------------------- | ----------------------------------------------- |
| Albanien               | Festivali i Këngës 2017                         |
| Armenien               | Depi Jewratessil 2018 (Դեպի Եվրատեսիլ 2018)     |
| Aserbaidschan          | interne Auswahl                                 |
| Australien             | interne Auswahl                                 |
| Belarus                | Eurofest 2018 (Еурофест 2018)                   |
| Bulgarien              | interne Auswahl                                 |
| Dänemark               | Dansk Melodi Grand Prix 2018                    |
| Estland                | Eesti Laul 2018                                 |
| Finnland               | Uuden Musiikin Kilpailu (UMK) 2018              |
| Finnland               | interne Auswahl (Interpret)                     |
| Frankreich             | Destination Eurovision 2018                     |
| Georgien               | interne Auswahl                                 |
| Griechenland           | Ellinikós Telikós 2018 interne Wahl b           |
| Irland                 | interne Auswahl                                 |
| Island                 | Söngvakeppnin 2018                              |
| Israel                 | Hakochav Haba 2018 (הכוכב הבא 2018) (Interpret) |
| Israel                 | interne Auswahl (Lied)                          |
| Italien                | Sanremo-Festival 2018                           |
| Kroatien               | interne Auswahl                                 |
| Lettland               | Supernova 2018                                  |
| Litauen                | Eurovizijos 2018                                |
| Malta                  | Malta Eurovision Song Contest 2018              |
| Mazedonien             | interne Auswahl                                 |
| Moldau                 | O Melodie Pentru Europa 2018                    |
| Montenegro             | Montevizija 2018                                |
| Niederlande            | interne Auswahl                                 |
| Norwegen               | Melodi Grand Prix 2018                          |
| Österreich             | interne Auswahl                                 |
| Polen                  | Krajowe Eliminacje 2018                         |
| Portugal               | Festival da Canção 2018                         |
| Rumänien               | Selecția Națională 2018                         |
| Russland               | interne Auswahl                                 |
| San Marino             | 1 in 360                                        |
| Schweden               | Melodifestivalen 2018                           |
| Serbien                | Beovizija 2018 (Беовизија 2018)                 |
| Slowenien              | Evrovizijska Melodija 2018                      |
| Spanien                | Operación Triunfo 2017: Gala OT a Eurovisión    |
| Tschechien             | Eurovision Song CZ 2018                         |
| Ukraine                | Widbir 2018 (Відбір 2018)                       |
| Ungarn                 | A Dal 2018                                      |
| Vereinigtes Königreich | Eurovision 2018: You Decide                     |
| Zypern                 | interne Auswahl                                 |

## Halbfinale

### Auslosung

Teilnehmer des 1. Halbfinales
Stimmberechtigte Länder im 1. Halbfinale
Teilnehmer des 2. Halbfinales
Stimmberechtigte Länder im 2. Halbfinale

Die Auslosung der beiden Halbfinale fand am 29. Januar 2018 um 13:00 Uhr (MEZ) in der Stadthalle Lissabons statt. Dabei wurde die Auslosung von Sílvia Alberto und Filomena Cautela, also zwei der vier Moderatorinnen der Sendung, moderiert. Bei der Auslosung wurden alle 37 Halbfinalteilnehmer aufgrund ihrer Abstimmungsergebnisse in den letzten elf Jahren auf sechs Töpfe aufgeteilt und jeweils einem Halbfinale zugelost. Die Aufteilung auf die sechs Töpfe wurde vom offiziellen Televoting-Partner der Veranstaltung, der deutschen Firma Digame, übernommen. Bei der Auslosung wird auch bestimmt, ob ein Land in der ersten oder zweiten Hälfte eines Halbfinales startet. Die genaue Reihenfolge wird aber, wie seit 2013 üblich, von den Produzenten der Sendung übernommen. Außerdem wird bestimmt, in welchem Halbfinale Portugal sowie die Big Five abstimmen werden. Aufgrund einer Anfrage der Rai wurde Italien ohne Auslosung das Stimmrecht im zweiten Halbfinale zugewiesen. Zusätzlich wurde festgelegt, dass im ersten Halbfinale 19 Teilnehmer auftreten und im zweiten 18 Teilnehmer.
Am 3. April 2018 wurde die genaue Auftrittsreihenfolge der teilnehmenden Länder in den beiden Halbfinalen bekanntgegeben.
| Topf 1                                                                          | Topf 2                                                        | Topf 3                                                               | Topf 4                                                           | Topf 5                                                               | Topf 6                                                         |
| ------------------------------------------------------------------------------- | ------------------------------------------------------------- | -------------------------------------------------------------------- | ---------------------------------------------------------------- | -------------------------------------------------------------------- | -------------------------------------------------------------- |
| - Albanien - Kroatien - Mazedonien - Montenegro - Schweiz - Serbien - Slowenien | - Dänemark - Finnland - Irland - Island - Norwegen - Schweden | - Armenien - Aserbaidschan - Belarus - Georgien - Russland - Ukraine | - Bulgarien - Griechenland - Moldau - Rumänien - Ungarn - Zypern | - Australien - Israel - Malta - Österreich - San Marino - Tschechien | - Belgien - Estland - Lettland - Litauen - Niederlande - Polen |

### Erstes Halbfinale
Das erste Halbfinale fand am 8. Mai 2018 um 21:00 Uhr (MESZ) statt. Die zehn bestplatzierten Länder qualifizierten sich für das Finale. Sie sind hier hellgrün unterlegt.
Im ersten Halbfinale waren  Spanien, das  Vereinigte Königreich sowie der Gastgeber  Portugal neben den dort teilnehmenden Ländern stimmberechtigt.
| Platz | Start- Nr. | Land          | Interpret                              | Lied Musik (M) und Text (T)                                                                             | Sprache             | Übersetzung (inoffiziell) | Punkte | Punkte    | Punkte |
| Platz | Start- Nr. | Land          | Interpret                              | Lied Musik (M) und Text (T)                                                                             | Sprache             | Übersetzung (inoffiziell) | Jury   | Zuschauer | Gesamt |
| ----- | ---------- | ------------- | -------------------------------------- | --- | ------------------- | ------------------------- | ------ | --------- | ------ |
| 01.   | 07         | Israel        | Netta נטע ברזילי                       | Toy M/T: Doron Medalie, Stav Beger                                                                      | Englisch, Hebräisch | Spielzeug                 | 167    | 116       | 283    |
| 02.   | 19         | Zypern        | Eleni Foureira Ελένη Φουρέιρα          | Fuego M/T: Alex Papaconstantinou, Geraldo Sandell, Anderz Wrethov, Viktor Svensson, Didrick             | Englisch, Spanisch  | Feuer                     | 089    | 173       | 262    |
| 03.   | 05         | Tschechien    | Mikolas Josef                          | Lie to Me M/T: Mikolas Josef                                                                            | Englisch            | Lüg mich an               | 098    | 134       | 232    |
| 04.   | 13         | Österreich    | Cesár Sampson                          | Nobody But You M/T: Cesár Sampson, Sebastian Arman, Joacim Persson, Johan Alkenäs, Borislaw Milanow     | Englisch            | Niemand außer dir         | 115    | 116       | 231    |
| 05.   | 09         | Estland       | Elina Netšajeva                        | La forza M: Mihkel Mattisen, Timo Vendt; T: Ksenia Kuchukova, Elina Netšajeva                           | Italienisch         | Die Kraft                 | 081    | 120       | 201    |
| 06.   | 18         | Irland        | Ryan O’Shaughnessy Rían Ó Seachnasaigh | Together M/T: Ryan O’Shaughnessy, Mark Caplice, Laura Elizabeth Hughes                                  | Englisch            | Zusammen                  | 071    | 108       | 179    |
| 07.   | 10         | Bulgarien     | Equinox                                | Bones M/T: Borislaw Milanow, Treyshun Campbell, Joacim Persson, Dag Lundberg                            | Englisch            | Knochen                   | 107    | 070       | 177    |
| 08.   | 03         | Albanien      | Eugent Bushpepa                        | Mall M/T: Eugent Bushpepa                                                                               | Albanisch           | Sehnsucht                 | 114    | 048       | 162    |
| 09.   | 06         | Litauen       | Ieva Zasimauskaitė                     | When We’re Old M/T: Vytautas Bikus                                                                      | Englisch, Litauisch | Wenn wir alt sind         | 057    | 062       | 119    |
| 10.   | 15         | Finnland      | Saara Aalto                            | Monsters M/T: Saara Aalto, Joy Deb, Linnea Deb, Ki Fitzgerald                                           | Englisch            | Monster                   | 035    | 073       | 108    |
| 11.   | 01         | Aserbaidschan | Aisel                                  | X My Heart M: Dimitris Kontopoulos; T: Sandra Bjurman                                                   | Englisch            | Hand aufs Herz            | 047    | 047       | 094    |
| 12.   | 04         | Belgien       | Sennek                                 | A Matter of Time M/T: Laura Groeseneken, Alex Callier, Maxime Tribeche                                  | Englisch            | Eine Frage der Zeit       | 071    | 020       | 091    |
| 13.   | 17         | Schweiz       | ZiBBZ                                  | Stones M: Laurell Barker, Corinne „Co“ Gfeller, Stefan Gfeller; T: Laurell Barker, Corinne „Co“ Gfeller | Englisch            | Steine                    | 059    | 027       | 086    |
| 14.   | 14         | Griechenland  | Gianna Terzi Γιάννα Τερζή              | Oniro Mou (Όνειρο Mου) M/T: Aris Kalimeris, Dimitris Stamatiou, Gianna Terzi, Mihalis Papathanasiou     | Griechisch          | Mein Traum                | 028    | 053       | 081    |
| 15.   | 16         | Armenien      | Sewak Chanaghjan Սևակ Խանաղյան         | Qami (Քամի) M: Sewak Chanaghjan; T: Anna Danieljan, Wiktorja Malojan                                    | Armenisch           | Wind                      | 038    | 041       | 079    |
| 16.   | 08         | Belarus       | ALEKSEEV                               | Forever M: Kyrylo Pawlow; T: Jewhen Matjuschenko                                                        | Englisch            | Für immer                 | 020    | 045       | 065    |
| 17.   | 12         | Kroatien      | Franka                                 | Crazy M: Branimir Mihaljevic; T: Franka Batelić                                                         | Englisch            | Verrückt                  | 046    | 017       | 063    |
| 18.   | 11         | Mazedonien    | Eye Cue                                | Lost and Found M: Bojan Trajkovski, Darko Dimitrov; T: Bojan Trajkovski                                 | Englisch            | Verloren und gefunden     | 018    | 006       | 024    |
| 19.   | 02         | Island        | Ari Ólafsson                           | Our Choice M/T: Þórunn Erna Clausen                                                                     | Englisch            | Unsere Wahl               | 015    | 000       | 015    |

### Punktetafel erstes Halbfinale
In der folgenden Tabelle sind die Punkte der Jury und des Televotings dargestellt. Die grün unterlegten Länder haben sich für das Finale qualifiziert. Die orange unterlegte Zeile stellt die Televotingpunkte dar, während die weiß bzw. grün unterlegte Zeile die Jurypunkte darstellt.
| Abstimmungsergebnis | Abstimmungsergebnis | Abstimmungsergebnis | Abstimmungsergebnis | Abstimmungsergebnis | Abstimmungsergebnis | Abstimmungsergebnis | Abstimmungsergebnis | Abstimmungsergebnis | Abstimmungsergebnis | Abstimmungsergebnis | Abstimmungsergebnis | Abstimmungsergebnis | Abstimmungsergebnis | Abstimmungsergebnis | Abstimmungsergebnis | Abstimmungsergebnis | Abstimmungsergebnis | Abstimmungsergebnis | Abstimmungsergebnis | Abstimmungsergebnis | Abstimmungsergebnis | Abstimmungsergebnis | Abstimmungsergebnis | Abstimmungsergebnis | Abstimmungsergebnis | Abstimmungsergebnis | Abstimmungsergebnis | Abstimmungsergebnis |
| Startnr.            | Land                |                     |                     |                     |                     |                     |                     |                     |                     |                     |                     |                     |                     |                     |                     |                     |                     |                     |                     |                     |                     |                     |                     |                     |                     |                     |                     |                     |
| Startnr.            | Land                | Platz               | Punkte              | Punkte              | AL                  | AM                  | AT                  | AZ                  | BY                  | BE                  | BG                  | HR                  | CY                  | CZ                  | EE                  | MK                  | FI                  | GR                  | IS                  | IE                  | IL                  | LT                  | PT                  | ES                  | CH                  | UK                  | Votings             | Votings             |
| ------------------- | ------------------- | ------------------- | ------------------- | ------------------- | ------------------- | ------------------- | ------------------- | ------------------- | ------------------- | ------------------- | ------------------- | ------------------- | ------------------- | ------------------- | ------------------- | ------------------- | ------------------- | ------------------- | ------------------- | ------------------- | ------------------- | ------------------- | ------------------- | ------------------- | ------------------- | ------------------- | ------------------- | ------------------- |
| 1                   | Aserbaidschan       | 11.                 | 094                 | 047                 | 5                   | –                   | –                   |                     | –                   | –                   | –                   | –                   | 10                  | –                   | 3                   | 7                   | –                   | 12                  | –                   | –                   | 10                  | –                   | –                   | –                   | –                   | –                   | 06                  | 15                  |
| 1                   | Aserbaidschan       | 11.                 | 094                 | 047                 | 7                   | –                   | 4                   |                     | –                   | –                   | –                   | 5                   | –                   | 10                  | –                   | 5                   | –                   | 3                   | 1                   | –                   | 5                   | –                   | 7                   | –                   | –                   | –                   | 09                  | 15                  |
| 2                   | Island              | 19.                 | 015                 | 015                 | –                   | –                   | –                   | –                   | 7                   | 1                   | –                   | –                   | –                   | 4                   | –                   | 2                   | –                   | –                   |                     | –                   | –                   | –                   | –                   | –                   | 1                   | –                   | 05                  | 05                  |
| 2                   | Island              | 19.                 | 015                 | 0                   | –                   | –                   | –                   | –                   | –                   | –                   | –                   | –                   | –                   | –                   | –                   | –                   | –                   | –                   |                     | –                   | –                   | –                   | –                   | –                   | –                   | –                   | 0                   | 05                  |
| 3                   | Albanien            | 08.                 | 162                 | 114                 |                     | 5                   | 6                   | 7                   | 12                  | 4                   | 6                   | 4                   | 7                   | 5                   | 1                   | 10                  | 6                   | 8                   | 12                  | –                   | 4                   | 1                   | 5                   | 4                   | –                   | 7                   | 19                  | 29                  |
| 3                   | Albanien            | 08.                 | 162                 | 048                 |                     | –                   | 1                   | –                   | –                   | –                   | –                   | 4                   | –                   | 3                   | –                   | 12                  | 1                   | 10                  | –                   | 1                   | –                   | –                   | –                   | 5                   | 10                  | 1                   | 10                  | 29                  |
| 4                   | Belgien             | 12.                 | 091                 | 071                 | 4                   | 6                   | 7                   | –                   | –                   |                     | 12                  | 1                   | –                   | 10                  | 4                   | 5                   | –                   | –                   | 2                   | 2                   | –                   | 8                   | 10                  | –                   | –                   | –                   | 12                  | 18                  |
| 4                   | Belgien             | 12.                 | 091                 | 020                 | –                   | 3                   | –                   | 2                   | 2                   |                     | –                   | –                   | –                   | –                   | 3                   | –                   | –                   | –                   | –                   | –                   | 2                   | 8                   | –                   | –                   | –                   | –                   | 06                  | 18                  |
| 5                   | Tschechien          | 03.                 | 232                 | 098                 | –                   | 7                   | 8                   | –                   | 10                  | 10                  | 7                   | 10                  | 1                   |                     | –                   | 8                   | –                   | 2                   | 5                   | 4                   | 3                   | 5                   | 3                   | 7                   | 8                   | –                   | 16                  | 37                  |
| 5                   | Tschechien          | 03.                 | 232                 | 134                 | 2                   | 7                   | 10                  | 8                   | 8                   | 8                   | 3                   | 10                  | 7                   |                     | 7                   | 6                   | 7                   | 6                   | 12                  | 4                   | 12                  | 7                   | 1                   | 4                   | 3                   | 2                   | 21                  | 37                  |
| 6                   | Litauen             | 09.                 | 119                 | 057                 | 1                   | –                   | 2                   | –                   | –                   | –                   | 10                  | 8                   | –                   | 3                   | 10                  | –                   | 2                   | –                   | –                   | –                   | 2                   |                     | 12                  | –                   | 7                   | –                   | 10                  | 21                  |
| 6                   | Litauen             | 09.                 | 119                 | 062                 | –                   | –                   | –                   | 1                   | 6                   | 4                   | –                   | –                   | 3                   | –                   | 10                  | –                   | 2                   | –                   | 3                   | 12                  | –                   |                     | 6                   | 3                   | –                   | 12                  | 11                  | 21                  |
| 7                   | Israel              | 01.                 | 283                 | 167                 | 10                  | 12                  | 12                  | 4                   | 6                   | 7                   | 5                   | 12                  | 12                  | 12                  | –                   | 5                   | 12                  | 4                   | 10                  | 10                  |                     | 7                   | 2                   | 12                  | 5                   | 8                   | 20                  | 40                  |
| 7                   | Israel              | 01.                 | 283                 | 116                 | 4                   | 4                   | 6                   | 10                  | 10                  | 3                   | 7                   | –                   | 8                   | 12                  | 1                   | 3                   | 10                  | 2                   | 8                   | 5                   |                     | 1                   | 2                   | 7                   | 8                   | 5                   | 20                  | 40                  |
| 8                   | Belarus             | 16.                 | 065                 | 020                 | 7                   | 1                   | –                   | 12                  |                     | –                   | –                   | –                   | –                   | –                   | –                   | –                   | –                   | –                   | –                   | –                   | –                   | –                   | –                   | –                   | –                   | –                   | 03                  | 11                  |
| 8                   | Belarus             | 16.                 | 065                 | 045                 | –                   | 10                  | –                   | 12                  |                     | –                   | 2                   | –                   | 5                   | –                   | 6                   | –                   | 3                   | 1                   | –                   | –                   | –                   | 6                   | –                   | –                   | –                   | –                   | 08                  | 11                  |
| 9                   | Estland             | 05.                 | 201                 | 081                 | –                   | 8                   | 3                   | 1                   | –                   | –                   | –                   | –                   | 5                   | –                   |                     | 4                   | –                   | 10                  | 6                   | 8                   | –                   | 4                   | 8                   | 6                   | 12                  | 6                   | 14                  | 34                  |
| 9                   | Estland             | 05.                 | 201                 | 120                 | 6                   | 5                   | 3                   | 3                   | 3                   | 5                   | 4                   | 6                   | 5                   | 6                   |                     | –                   | 12                  | 8                   | 6                   | 10                  | 7                   | 12                  | 12                  | 2                   | 1                   | 4                   | 20                  | 34                  |
| 10                  | Bulgarien           | 07.                 | 177                 | 107                 | 6                   | –                   | 4                   | 2                   | 5                   | 2                   |                     | 6                   | 6                   | 7                   | 7                   | 12                  | 10                  | 6                   | –                   | 6                   | –                   | 3                   | 7                   | 3                   | 3                   | 12                  | 18                  | 32                  |
| 10                  | Bulgarien           | 07.                 | 177                 | 070                 | 5                   | 2                   | 5                   | 4                   | 5                   | –                   |                     | –                   | 10                  | 2                   | –                   | 8                   | –                   | 7                   | –                   | 3                   | 3                   | 2                   | –                   | 8                   | –                   | 6                   | 14                  | 32                  |
| 11                  | Nordmazedonien      | 18.                 | 024                 | 018                 | 8                   | –                   | –                   | 6                   | –                   | –                   | –                   | –                   | –                   | –                   | –                   |                     | –                   | 3                   | –                   | –                   | 1                   | –                   | –                   | –                   | –                   | –                   | 04                  | 6                   |
| 11                  | Nordmazedonien      | 18.                 | 024                 | 06                  | –                   | –                   | –                   | –                   | –                   | –                   | 5                   | 1                   | –                   | –                   | –                   |                     | –                   | –                   | –                   | –                   | –                   | –                   | –                   | –                   | –                   | –                   | 02                  | 6                   |
| 12                  | Kroatien            | 17.                 | 063                 | 046                 | –                   | –                   | –                   | 5                   | 8                   | –                   | 4                   |                     | 4                   | –                   | 2                   | 6                   | –                   | 5                   | –                   | –                   | 6                   | –                   | 1                   | –                   | –                   | 5                   | 10                  | 14                  |
| 12                  | Kroatien            | 17.                 | 063                 | 017                 | –                   | 1                   | 2                   | –                   | –                   | –                   | –                   |                     | –                   | –                   | –                   | 10                  | –                   | –                   | –                   | –                   | –                   | –                   | –                   | –                   | 4                   | –                   | 04                  | 14                  |
| 13                  | Österreich          | 04.                 | 231                 | 115                 | –                   | 4                   |                     | –                   | 1                   | 12                  | 8                   | –                   | 3                   | 1                   | 12                  | –                   | 8                   | –                   | 7                   | 7                   | 12                  | 10                  | 6                   | 8                   | 6                   | 10                  | 16                  | 33                  |
| 13                  | Österreich          | 04.                 | 231                 | 116                 | 3                   | 6                   |                     | 5                   | 4                   | 10                  | 8                   | 7                   | 1                   | 6                   | 8                   | –                   | 8                   | –                   | 7                   | 8                   | 8                   | 10                  | 5                   | –                   | 12                  | –                   | 17                  | 33                  |
| 14                  | Griechenland        | 14.                 | 081                 | 028                 | 3                   | 2                   | –                   | 10                  | –                   | –                   | –                   | 3                   | 8                   | –                   | –                   | –                   | –                   |                     | 1                   | 1                   | –                   | –                   | –                   | –                   | –                   | –                   | 07                  | 16                  |
| 14                  | Griechenland        | 14.                 | 081                 | 053                 | 10                  | 8                   | –                   | –                   | –                   | 1                   | 10                  | 3                   | 12                  | –                   | –                   | 4                   | –                   |                     | –                   | –                   | –                   | –                   | –                   | –                   | 2                   | 3                   | 09                  | 16                  |
| 15                  | Finnland            | 10.                 | 108                 | 035                 | –                   | –                   | –                   | –                   | 3                   | –                   | 1                   | –                   | 2                   | –                   | 5                   | –                   |                     | –                   | 4                   | 5                   | 7                   | 2                   | –                   | 1                   | 2                   | 3                   | 11                  | 25                  |
| 15                  | Finnland            | 10.                 | 108                 | 073                 | 8                   | –                   | –                   | –                   | –                   | 2                   | 1                   | –                   | –                   | 1                   | 12                  | 2                   |                     | –                   | 10                  | 6                   | 6                   | 3                   | 4                   | 6                   | 5                   | 7                   | 14                  | 25                  |
| 16                  | Armenien            | 15.                 | 079                 | 038                 | –                   |                     | 10                  | –                   | 4                   | 6                   | 2                   | –                   | –                   | 2                   | –                   | –                   | 3                   | –                   | –                   | –                   | 5                   | –                   | 4                   | –                   | –                   | 2                   | 09                  | 15                  |
| 16                  | Armenien            | 15.                 | 079                 | 041                 | –                   |                     | –                   | –                   | 12                  | 6                   | 6                   | –                   | 4                   | 8                   | –                   | –                   | –                   | 5                   | –                   | –                   | –                   | –                   | –                   | –                   | –                   | –                   | 06                  | 15                  |
| 17                  | Schweiz             | 13.                 | 086                 | 059                 | 2                   | 3                   | 1                   | 3                   | –                   | 8                   | –                   | 5                   | –                   | –                   | 6                   | –                   | 1                   | 1                   | 3                   | 3                   | 8                   | 6                   | –                   | 5                   |                     | 4                   | 15                  | 26                  |
| 17                  | Schweiz             | 13.                 | 086                 | 027                 | 1                   | –                   | 8                   | –                   | –                   | –                   | –                   | 2                   | –                   | –                   | 2                   | 1                   | 4                   | –                   | 2                   | 2                   | 1                   | –                   | 3                   | 1                   |                     | –                   | 11                  | 26                  |
| 18                  | Irland              | 06.                 | 179                 | 071                 | –                   | –                   | 5                   | –                   | 2                   | 5                   | –                   | 7                   | –                   | 8                   | 6                   | 1                   | 4                   | –                   | 8                   |                     | –                   | 12                  | -                   | 2                   | 10                  | 1                   | 13                  | 30                  |
| 18                  | Irland              | 06.                 | 179                 | 108                 | –                   | –                   | 12                  | 6                   | 1                   | 12                  | –                   | 8                   | 2                   | 4                   | 5                   | –                   | 6                   | 4                   | 4                   |                     | 4                   | 4                   | 8                   | 12                  | 6                   | 10                  | 17                  | 30                  |
| 19                  | Zypern              | 02.                 | 262                 | 089                 | 12                  | 10                  | –                   | 8                   | –                   | 3                   | 3                   | 2                   |                     | –                   | 8                   | 3                   | 7                   | 7                   | –                   | 12                  | –                   | –                   | –                   | 10                  | 4                   | –                   | 13                  | 34                  |
| 19                  | Zypern              | 02.                 | 262                 | 173                 | 12                  | 12                  | 7                   | 7                   | 7                   | 7                   | 12                  | 12                  |                     | 7                   | 4                   | 7                   | 5                   | 12                  | 5                   | 7                   | 10                  | 5                   | 10                  | 10                  | 7                   | 8                   | 21                  | 34                  |

- Die wenigsten Jury-Votings:  Belarus – 3
- Die wenigsten Televoting-Votings:  Island – 0
- Die wenigsten Gesamt-Votings:  Island – 5
- Die wenigsten Jury-Punkte:  Island – 15
- Die wenigsten Televoting-Punkte:  Island – 0
- Die wenigsten Gesamt-Punkte:  Island – 15
- Die meisten Jury-Votings:  Israel – 20
- Die meisten Televoting-Votings:  Tschechien,  Zypern – 21
- Die meisten Gesamt-Votings:  Israel – 40
- Die meisten Jury-Punkte:  Israel – 167
- Die meisten Televoting-Punkte:  Zypern – 173
- Die meisten Gesamt-Punkte:  Israel – 283

### Statistik der Zwölf-Punkte-Vergabe (Erstes Halbfinale)
Fettgeschriebene Länder haben das Finale erreicht.
| Jury   | Jury          | Jury                                                                  |
| Anzahl | Land          | erhalten von                                                          |
| ------ | ------------- | --------------------------------------------------------------------- |
| 7      | Israel        | Armenien, Finnland, Kroatien, Österreich, Spanien, Tschechien, Zypern |
| 3      | Österreich    | Belgien, Estland, Israel                                              |
| 2      | Albanien      | Belarus, Island                                                       |
| 2      | Bulgarien     | Mazedonien, Vereinigtes Königreich                                    |
| 2      | Zypern        | Albanien, Irland                                                      |
| 1      | Aserbaidschan | Griechenland                                                          |
| 1      | Belarus       | Aserbaidschan                                                         |
| 1      | Belgien       | Bulgarien                                                             |
| 1      | Estland       | Schweiz                                                               |
| 1      | Irland        | Litauen                                                               |
| 1      | Litauen       | Portugal                                                              |

| Zuschauer | Zuschauer    | Zuschauer                                             |
| Anzahl    | Land         | erhalten von                                          |
| --------- | ------------ | ----------------------------------------------------- |
| 5         | Zypern       | Albanien, Armenien, Bulgarien, Griechenland, Kroatien |
| 3         | Estland      | Finnland, Litauen, Portugal                           |
| 3         | Irland       | Belgien, Österreich, Spanien                          |
| 2         | Litauen      | Irland, Vereinigtes Königreich                        |
| 2         | Tschechien   | Island, Israel                                        |
| 1         | Albanien     | Mazedonien                                            |
| 1         | Armenien     | Belarus                                               |
| 1         | Belarus      | Aserbaidschan                                         |
| 1         | Finnland     | Estland                                               |
| 1         | Griechenland | Zypern                                                |
| 1         | Israel       | Tschechien                                            |
| 1         | Österreich   | Schweiz                                               |

### Zweites Halbfinale
Das zweite Halbfinale fand am 10. Mai 2018 um 21:00 Uhr (MESZ) statt. Die zehn bestplatzierten Länder qualifizierten sich für das Finale. Sie sind hier hellgrün unterlegt.
Im zweiten Halbfinale waren  Deutschland,  Frankreich und  Italien neben den dort teilnehmenden Ländern stimmberechtigt.
| Platz | Startnr. | Land        | Interpret                                    | Lied Musik (M) und Text (T)                                                                                  | Sprache                        | Übersetzung (inoffiziell)  | Punkte | Punkte    | Punkte |
| Platz | Startnr. | Land        | Interpret                                    | Lied Musik (M) und Text (T)                                                                                  | Sprache                        | Übersetzung (inoffiziell)  | Jury   | Zuschauer | Gesamt |
| ----- | -------- | ----------- | -------------------------------------------- | --- | ------------------------------ | -------------------------- | ------ | --------- | ------ |
| 01.   | 01       | Norwegen    | Alexander Rybak                              | That’s How You Write a Song M/T: Alexander Rybak                                                             | Englisch                       | So schreibt man ein Lied   | 133    | 133       | 266    |
| 02.   | 15       | Schweden    | Benjamin Ingrosso                            | Dance You Off M/T: Benjamin Ingrosso, MAG, Louis Schoorl, K Nita                                             | Englisch                       | Dich austanzen             | 171    | 083       | 254    |
| 03.   | 07       | Moldau      | DoReDoS                                      | My Lucky Day M: Filipp Kirkorow; T: John Ballard                                                             | Englisch                       | Mein Glückstag             | 082    | 153       | 235    |
| 04.   | 09       | Australien  | Jessica Mauboy                               | We Got Love M: DNA (David Musumeci, Anthony Egizii); T: DNA (David Musumeci, Anthony Egizii), Jessica Mauboy | Englisch                       | Wir haben Liebe            | 130    | 082       | 212    |
| 05.   | 05       | Dänemark    | Rasmussen                                    | Higher Ground M/T: Niclas Arn, Karl Eurén                                                                    | Englisch c                     | Höhere Ebene               | 040    | 164       | 204    |
| 06.   | 18       | Ukraine     | Mélovin                                      | Under the Ladder M: Mélovin; T: Mike Ryals                                                                   | Englisch                       | Unter der Leiter           | 065    | 114       | 179    |
| 07.   | 08       | Niederlande | Waylon                                       | Outlaw in ’Em M/T: Jim Beavers, Willem Bijkerk, Ilya Toshinskiy                                              | Englisch                       | Gesetzloses in sich        | 127    | 047       | 174    |
| 08.   | 17       | Slowenien   | Lea Sirk                                     | Hvala, Ne! M: Lea Sirk, Tomy DeClerque; T: Lea Sirk                                                          | Slowenisch, Portugiesisch      | Danke, nein!               | 067    | 065       | 132    |
| 09.   | 03       | Serbien     | Sanja Ilić & Balkanika Сања Илић & Балканика | Nova deca (Нова деца) M: Aleksandar Sanja Ilić, Tatjana Karajanov Ilić; T: Danica Krstajić                   | Serbisch, Torlakisch           | Neue Kinder                | 045    | 072       | 117    |
| 10.   | 13       | Ungarn      | AWS                                          | Viszlát Nyár M: Dániel Kökényes, Bence Brucker, Áron Veress, Soma Schiszler; T: Örs Siklósi                  | Ungarisch                      | Auf Wiedersehen Sommer     | 023    | 088       | 111    |
| 11.   | 02       | Rumänien    | The Humans                                   | Goodbye M: Alexandru Matei, Alin Neagoe; T: Cristina Caramarcu                                               | Englisch                       | Auf Wiedersehen            | 067    | 040       | 107    |
| 12.   | 14       | Lettland    | Laura Rizzotto                               | Funny Girl M/T: Laura Rizzotto                                                                               | Englisch                       | Lustiges Mädchen           | 092    | 014       | 106    |
| 13.   | 12       | Malta       | Christabelle                                 | Taboo M: Johnny Sanchez, Thomas G:son; T: Christabelle Borg, Muxu                                            | Englisch                       | Tabu                       | 093    | 008       | 101    |
| 14.   | 11       | Polen       | Gromee feat. Lukas Meijer                    | Light Me Up M/T: Andrzej Gromala, Lukas Meijer, Mahan Moin, Christian Rabb                                   | Englisch                       | Erleuchte mich             | 021    | 060       | 081    |
| 15.   | 06       | Russland    | Julija Samoilowa Ю́лия Само́йлова              | I Won’t Break M/T: Leonid Gutkin, Netta Nemrodi, Arie Burshtein                                              | Englisch                       | Ich werde nicht zerbrechen | 014    | 051       | 065    |
| 16.   | 16       | Montenegro  | Vanja Radovanović Вања Радовановић           | Inje (Иње) M/T: Vanja Radovanović                                                                            | Montenegrinisch                | Raureif                    | 023    | 017       | 040    |
| 17.   | 4        | San Marino  | Jessika feat. Jenifer Brening                | Who We Are M/T: Mathias Strasser, Zoë Straub, Christof Straub, Jenifer Brening, Stefan Moessle               | Englisch                       | Wer wir sind               | 014    | 014       | 028    |
| 18.   | 10       | Georgien    | Iriao ირიაო                                  | For You M: Davit Malazonia, Mikheil Mdinaradze; T: Irina Sanikidze                                           | Georgisch mit englischem Titel | Für dich                   | 011    | 013       | 024    |

### Punktetafel zweites Halbfinale
In der folgenden Tabelle sind die Punkte der Jury und des Televotings dargestellt. Die grün unterlegten Länder zeigen an, dass sich das Land für das Finale qualifiziert hat. Die orange unterlegte Zeile stellt die Televotingpunkte dar, während die weiß bzw. grün unterlegte Zeile die Jurypunkte darstellt.
| Abstimmungsergebnis | Abstimmungsergebnis | Abstimmungsergebnis | Abstimmungsergebnis | Abstimmungsergebnis | Abstimmungsergebnis | Abstimmungsergebnis | Abstimmungsergebnis | Abstimmungsergebnis | Abstimmungsergebnis | Abstimmungsergebnis | Abstimmungsergebnis | Abstimmungsergebnis | Abstimmungsergebnis | Abstimmungsergebnis | Abstimmungsergebnis | Abstimmungsergebnis | Abstimmungsergebnis | Abstimmungsergebnis | Abstimmungsergebnis | Abstimmungsergebnis | Abstimmungsergebnis | Abstimmungsergebnis | Abstimmungsergebnis | Abstimmungsergebnis | Abstimmungsergebnis | Abstimmungsergebnis | Abstimmungsergebnis |
| Startnr.            | Land                |                     |                     |                     |                     |                     |                     |                     |                     |                     |                     |                     |                     |                     |                     |                     |                     |                     |                     |                     |                     |                     |                     |                     |                     |                     |                     |
| Startnr.            | Land                | Platz               | Punkte              | Punkte              | AU                  | DK                  | DE                  | FR                  | GE                  | IT                  | LV                  | MT                  | MD                  | ME                  | NL                  | NO                  | PL                  | RO                  | RU                  | SM                  | SE                  | SR                  | SL                  | HU                  | UA                  | Votings             | Votings             |
| ------------------- | ------------------- | ------------------- | ------------------- | ------------------- | ------------------- | ------------------- | ------------------- | ------------------- | ------------------- | ------------------- | ------------------- | ------------------- | ------------------- | ------------------- | ------------------- | ------------------- | ------------------- | ------------------- | ------------------- | ------------------- | ------------------- | ------------------- | ------------------- | ------------------- | ------------------- | ------------------- | ------------------- |
| 1                   | Norwegen            | 01.                 | 266                 | 133                 | 8                   | 6                   | 5                   | 2                   | 5                   | 12                  | 5                   | 12                  | 4                   | 6                   | 10                  |                     | 4                   | 2                   | 10                  | 7                   | 12                  | 8                   | 7                   | 7                   | 1                   | 20                  | 40                  |
| 1                   | Norwegen            | 01.                 | 266                 | 133                 | 6                   | 12                  | 4                   | 4                   | 5                   | 1                   | 4                   | 6                   | 6                   | 5                   | 10                  |                     | 7                   | 6                   | 8                   | 7                   | 10                  | 6                   | 10                  | 8                   | 8                   | 20                  | 40                  |
| 2                   | Rumänien            | 11.                 | 107                 | 067                 | –                   | –                   | –                   | 1                   | 6                   | –                   | 3                   | 2                   | 12                  | 8                   | 2                   | 2                   | 3                   |                     | 4                   | –                   | 3                   | 1                   | 6                   | 12                  | 2                   | 15                  | 19                  |
| 2                   | Rumänien            | 11.                 | 107                 | 040                 | –                   | –                   | –                   | 8                   | 8                   | 12                  | –                   | –                   | 12                  | –                   | –                   | –                   | –                   |                     | –                   | –                   | –                   | –                   | –                   | –                   | –                   | 04                  | 19                  |
| 3                   | Serbien             | 09.                 | 117                 | 045                 | –                   | 1                   | 1                   | –                   | –                   | 1                   | –                   | 1                   | –                   | 12                  | –                   | –                   | –                   | 6                   | 7                   | 6                   | –                   |                     | 4                   | 6                   | –                   | 10                  | 22                  |
| 3                   | Serbien             | 09.                 | 117                 | 072                 | –                   | –                   | 6                   | 10                  | –                   | 4                   | –                   | –                   | 10                  | 12                  | 1                   | 1                   | –                   | 4                   | 6                   | –                   | 4                   |                     | 12                  | 2                   | –                   | 12                  | 22                  |
| 4                   | San Marino          | 17.                 | 028                 | 014                 | –                   | –                   | –                   | –                   | –                   | 5                   | –                   | 3                   | –                   | –                   | –                   | –                   | –                   | 5                   | 1                   |                     | –                   | –                   | –                   | –                   | –                   | 04                  | 06                  |
| 4                   | San Marino          | 17.                 | 028                 | 014                 | 2                   | –                   | –                   | –                   | –                   | –                   | –                   | 12                  | –                   | –                   | –                   | –                   | –                   | –                   | –                   |                     | –                   | –                   | –                   | –                   | –                   | 02                  | 06                  |
| 5                   | Dänemark            | 05.                 | 204                 | 040                 | 6                   |                     | –                   | –                   | –                   | 10                  | –                   | 8                   | 1                   | 1                   | –                   | –                   | –                   | –                   |                     | –                   | –                   | 5                   | –                   | 5                   | 4                   | 08                  | 28                  |
| 5                   | Dänemark            | 05.                 | 204                 | 164                 | 12                  |                     | 10                  | 5                   | 3                   | 7                   | 7                   | 8                   | 4                   | 3                   | 12                  | 12                  | 8                   | 8                   | 7                   | 12                  | 12                  | 4                   | 8                   | 12                  | 10                  | 20                  | 28                  |
| 6                   | Russland            | 15.                 | 065                 | 014                 | –                   | –                   | –                   | 3                   | –                   | –                   | –                   | –                   | 7                   | –                   | –                   | 4                   | –                   | –                   |                     | –                   | –                   | –                   | –                   | –                   | –                   | 03                  | 13                  |
| 6                   | Russland            | 15.                 | 065                 | 051                 | –                   | –                   | –                   | –                   | 6                   | 2                   | 12                  | 3                   | 8                   | 8                   | –                   | –                   | –                   | 1                   |                     | 1                   | –                   | 7                   | –                   | –                   | 3                   | 10                  | 13                  |
| 7                   | Moldau              | 03.                 | 235                 | 082                 | 10                  | 2                   | 4                   | –                   | 3                   | 4                   | 6                   | 4                   |                     | 5                   | 3                   | –                   | –                   | 12                  | 12                  | 10                  | 2                   | –                   | 5                   | –                   | –                   | 14                  | 34                  |
| 7                   | Moldau              | 03.                 | 235                 | 153                 | 10                  | 6                   | 5                   | 12                  | 12                  | 10                  | 8                   | 4                   |                     | 4                   | 7                   | 5                   | 2                   | 12                  | 12                  | 6                   | 5                   | 5                   | 6                   | 10                  | 12                  | 20                  | 34                  |
| 8                   | Niederlande         | 07.                 | 174                 | 127                 | 1                   | 5                   | 7                   | 8                   | 10                  | 3                   | 8                   | –                   | 5                   | 4                   |                     | 8                   | 10                  | 8                   | –                   | 4                   | 6                   | 10                  | 10                  | 8                   | 12                  | 18                  | 33                  |
| 8                   | Niederlande         | 07.                 | 174                 | 047                 | 1                   | 7                   | 3                   | –                   | 1                   | –                   | 1                   | 5                   | 3                   | 2                   |                     | 7                   | 1                   | 3                   | –                   | 2                   | 6                   | –                   | 1                   | 4                   | –                   | 15                  | 33                  |
| 9                   | Australien          | 04.                 | 212                 | 130                 |                     | 12                  | 8                   | 12                  | –                   | 7                   | 12                  | 7                   | 10                  | 3                   | 4                   | 10                  | 8                   | –                   | 3                   | –                   | 10                  | 6                   | 2                   | 10                  | 6                   | 17                  | 33                  |
| 9                   | Australien          | 04.                 | 212                 | 082                 |                     | 8                   | 7                   | 6                   | –                   | –                   | 2                   | 10                  | 5                   | –                   | 4                   | 8                   | 3                   | 7                   | 1                   | 4                   | 7                   | 3                   | 4                   | 3                   | –                   | 16                  | 33                  |
| 10                  | Georgien            | 18.                 | 024                 | 011                 | –                   | –                   | –                   | –                   |                     | –                   | 2                   | –                   | –                   | –                   | –                   | –                   | –                   | –                   | –                   | –                   | –                   | –                   | –                   | 1                   | 8                   | 03                  | 06                  |
| 10                  | Georgien            | 18.                 | 024                 | 013                 | –                   | –                   | –                   | –                   |                     | –                   | 5                   | –                   | –                   | –                   | –                   | –                   | –                   | –                   | 3                   | –                   | –                   | –                   | –                   | –                   | 5                   | 03                  | 06                  |
| 11                  | Polen               | 14.                 | 081                 | 021                 | –                   | –                   | 2                   | 4                   | –                   | –                   | –                   | –                   | –                   | –                   | 5                   | 1                   |                     | –                   | 2                   | 2                   | 1                   | –                   | –                   | 4                   | –                   | 08                  | 18                  |
| 11                  | Polen               | 14.                 | 081                 | 060                 | –                   | 4                   | 12                  | 7                   | –                   | 3                   | –                   | 1                   | –                   | –                   | 5                   | 6                   |                     | –                   | –                   | –                   | 8                   | –                   | –                   | 7                   | 7                   | 10                  | 18                  |
| 12                  | Malta               | 13.                 | 101                 | 093                 | 3                   | 8                   | 6                   | 6                   | 4                   | 8                   | 7                   |                     | 2                   | 7                   | 1                   | 6                   | 1                   | 10                  | –                   | 8                   | 4                   | 4                   | 8                   | –                   | –                   | 17                  | 19                  |
| 12                  | Malta               | 13.                 | 101                 | 008                 | 7                   | 1                   | –                   | –                   | –                   | –                   | –                   |                     | –                   | –                   | –                   | –                   | –                   | –                   | –                   | –                   | –                   | –                   | –                   | –                   | –                   | 02                  | 19                  |
| 13                  | Ungarn              | 10.                 | 111                 | 023                 | 4                   | –                   | –                   | –                   | 2                   | –                   | –                   | –                   | –                   | –                   | –                   | –                   | 6                   | 3                   | 5                   | –                   | –                   | –                   | 3                   |                     | –                   | 06                  | 23                  |
| 13                  | Ungarn              | 10.                 | 111                 | 088                 | 3                   | –                   | 8                   | –                   | 4                   | 6                   | 3                   | –                   | 1                   | 1                   | 8                   | 2                   | 10                  | 10                  | 4                   | 8                   | 1                   | 12                  | 5                   |                     | 2                   | 17                  | 23                  |
| 14                  | Lettland            | 12.                 | 106                 | 092                 | 5                   | 7                   | 10                  | 10                  | 8                   | –                   |                     | –                   | 3                   | –                   | 7                   | 7                   | 7                   | 1                   | –                   | 5                   | 7                   | 3                   | –                   | 2                   | 10                  | 15                  | 19                  |
| 14                  | Lettland            | 12.                 | 106                 | 014                 | –                   | 2                   | –                   | –                   | 7                   | –                   |                     | –                   | –                   | –                   | –                   | –                   | 4                   | –                   | –                   | –                   | –                   | –                   | –                   | –                   | 1                   | 04                  | 19                  |
| 15                  | Schweden            | 02.                 | 254                 | 171                 | 12                  | 10                  | 12                  | 7                   | 12                  | 6                   | 10                  | 10                  | –                   | 2                   | 12                  | 12                  | 12                  | –                   | 8                   | 12                  |                     | 12                  | 12                  | 3                   | 7                   | 18                  | 36                  |
| 15                  | Schweden            | 02.                 | 254                 | 083                 | 8                   | 10                  | –                   | 1                   | 2                   | –                   | 6                   | 7                   | 2                   | 6                   | 6                   | 10                  | 5                   | 2                   | 5                   | 5                   |                     | 1                   | 2                   | 1                   | 4                   | 18                  | 36                  |
| 16                  | Montenegro          | 16.                 | 040                 | 023                 | –                   | –                   | –                   | –                   | –                   | –                   | –                   | 5                   | –                   |                     | –                   | –                   | –                   | 7                   | –                   | –                   | –                   | 7                   | 1                   | –                   | 3                   | 05                  | 7                   |
| 16                  | Montenegro          | 16.                 | 040                 | 017                 | –                   | –                   | –                   | –                   | –                   | –                   | –                   | –                   | –                   |                     | –                   | –                   | –                   | –                   | –                   | –                   | –                   | 10                  | 7                   | –                   | –                   | 02                  | 7                   |
| 17                  | Slowenien           | 08.                 | 132                 | 067                 | 2                   | 4                   | 3                   | 5                   | 1                   | 2                   | 4                   | –                   | 6                   | –                   | 8                   | 5                   | 5                   | 4                   | –                   | 3                   | 8                   | 2                   |                     | –                   | 5                   | 16                  | 31                  |
| 17                  | Slowenien           | 08.                 | 132                 | 065                 | 4                   | 3                   | 2                   | 2                   | –                   | 5                   | –                   | –                   | –                   | 10                  | 3                   | 3                   | 6                   | –                   | 2                   | 3                   | 3                   | 8                   |                     | 5                   | 6                   | 15                  | 31                  |
| 18                  | Ukraine             | 06.                 | 179                 | 065                 | 7                   | 3                   | –                   | –                   | 7                   | –                   | 1                   | 6                   | 8                   | 10                  | 6                   | 3                   | 2                   | –                   | 6                   | 1                   | 5                   | –                   | –                   | –                   |                     | 13                  | 33                  |
| 18                  | Ukraine             | 06.                 | 179                 | 114                 | 5                   | 5                   | 1                   | 3                   | 10                  | 8                   | 10                  | 2                   | 7                   | 7                   | 2                   | 4                   | 12                  | 5                   | 10                  | 10                  | 2                   | 2                   | 3                   | 6                   |                     | 20                  | 33                  |

- Die wenigsten Jury-Votings:  Georgien,  Russland – 3
- Die wenigsten Televoting-Votings:  Malta,  Montenegro,  San Marino – 2
- Die wenigsten Gesamt-Votings:  Georgien,  San Marino – 6
- Die wenigsten Jury-Punkte:  Georgien – 11
- Die wenigsten Televoting-Punkte:  Malta – 8
- Die wenigsten Gesamt-Punkte:  Georgien – 24
- Die meisten Jury-Votings:  Norwegen – 20
- Die meisten Televoting-Votings:  Dänemark,  Moldau,  Norwegen,  Ukraine – 20
- Die meisten Gesamt-Votings:  Norwegen – 20
- Die meisten Jury-Punkte:  Schweden – 171
- Die meisten Televoting-Punkte:  Dänemark – 164
- Die meisten Gesamt-Punkte:  Norwegen – 266

### Statistik der Zwölf-Punkte-Vergabe (Zweites Halbfinale)
Fettgeschriebene Länder haben das Finale erreicht.
| Jury   | Jury        | Jury                                                                                            |
| Anzahl | Land        | erhalten von                                                                                    |
| ------ | ----------- | ----------------------------------------------------------------------------------------------- |
| 9      | Schweden    | Australien, Deutschland, Georgien, Niederlande, Norwegen, Polen, San Marino, Serbien, Slowenien |
| 3      | Australien  | Dänemark, Frankreich, Lettland                                                                  |
| 3      | Norwegen    | Italien, Malta, Schweden                                                                        |
| 2      | Moldau      | Rumänien, Russland                                                                              |
| 2      | Rumänien    | Moldau, Ungarn                                                                                  |
| 1      | Niederlande | Ukraine                                                                                         |
| 1      | Serbien     | Montenegro                                                                                      |

| Zuschauer | Zuschauer  | Zuschauer                                                       |
| Anzahl    | Land       | erhalten von                                                    |
| --------- | ---------- | --------------------------------------------------------------- |
| 6         | Dänemark   | Australien, Niederlande, Norwegen, San Marino, Schweden, Ungarn |
| 5         | Moldau     | Frankreich, Georgien, Rumänien, Russland, Ukraine               |
| 2         | Rumänien   | Italien, Moldau                                                 |
| 2         | Serbien    | Montenegro, Slowenien                                           |
| 1         | Norwegen   | Dänemark                                                        |
| 1         | Polen      | Deutschland                                                     |
| 1         | Russland   | Lettland                                                        |
| 1         | San Marino | Malta                                                           |
| 1         | Ungarn     | Serbien                                                         |
| 1         | Ukraine    | Polen                                                           |

## Finale
Das Finale fand am 12. Mai 2018 um 21:00 Uhr (MESZ) statt. Die Länder der Big Five (Deutschland, Frankreich, Italien, Spanien, Vereinigtes Königreich) und das Gastgeberland Portugal waren direkt für das Finale qualifiziert. Hinzu kamen je zehn Länder aus den beiden Halbfinalen, sodass im Finale 26 Länder antraten. Alle Teilnehmerländer waren abstimmungsberechtigt.
 Tschechien,  Litauen und  Serbien nahmen zum ersten Mal seit zwei Jahren,  Estland,  Slowenien und  Albanien zum ersten Mal seit drei Jahren,  Finnland zum ersten Mal seit vier Jahren und  Irland zum ersten Mal seit fünf Jahren wieder am Finale teil.  Aserbaidschan,  Rumänien und  Russland scheiterten erstmals im Halbfinale. Damit nahm zum ersten Mal seit 2005 kein Land aus der Kaukasus-Region am Finale teil.  Australien und die  Ukraine sind damit die einzigen Länder, die sich bei jeder Teilnahme für das Finale qualifizieren konnten.
Die Startreihenfolge des Finales wurde von den Produzenten bestimmt und am Freitag, dem 11. Mai 2018, veröffentlicht. Die 20 Finalisten aus den jeweiligen Halbfinalen zogen ihre Hälfte, in welcher sie im Finale antreten werden, auf der Pressekonferenz nach deren jeweiligem Halbfinale. Die Big Five zogen am 6. Mai 2018 nach dem zweiten Probelauf auf der jeweiligen Pressekonferenz ihre Hälfte.  Portugal zog schon im Vorfeld seine Startnummer.
Während der Bekanntgabe der Punkte der Juryabstimmungen etablierte sich eine Gruppe aus fünf Ländern –  Schweden,  Österreich,  Deutschland,  Israel und  Zypern – an der Spitze der Punktetabelle, aus der  Schweden mit den viertgeringsten Zuschauerpunkten wieder herausfiel. Der Gewinner  Israel erhielt die drittmeisten Jury- und die meisten Zuschauerpunkte.
Bemerkenswert ist darüber hinaus, dass zum ersten Mal seit 1997 weder ein Land des ehemaligen Jugoslawien noch ein Land des ehemaligen Ostblocks oder ein skandinavisches Land in den Top Five vertreten ist.

### Ergebnisliste
| Platz | Startnr. | Land                   | Interpret                                    | Lied Musik (M) und Text (T)                                                                                  | Sprache                   | Übersetzung (inoffiziell)                         | Punkte | Punkte    | Punkte | Bild |
| Platz | Startnr. | Land                   | Interpret                                    | Lied Musik (M) und Text (T)                                                                                  | Sprache                   | Übersetzung (inoffiziell)                         | Jury   | Zuschauer | Gesamt | Bild |
| ----- | -------- | ---------------------- | -------------------------------------------- | --- | ------------------------- | ------------------------------------------------- | ------ | --------- | ------ | ---- |
| 01.   | 22       | Israel                 | Netta נטע ברזילי                             | Toy M/T: Doron Medalie, Stav Beger                                                                           | Englisch, Hebräisch       | Spielzeug                                         | 212    | 317       | 529    |      |
| 02.   | 25       | Zypern                 | Eleni Foureira Ελένη Φουρέιρα                | Fuego M/T: Alex Papaconstantinou, Geraldo Sandell, Anderz Wrethov, Viktor Svensson, Didrick                  | Englisch, Spanisch        | Feuer                                             | 183    | 253       | 436    |      |
| 03.   | 5        | Österreich             | Cesár Sampson                                | Nobody But You M/T: Cesár Sampson, Sebastian Arman, Joacim Persson, Johan Alkenäs, Borislaw Milanow          | Englisch                  | Niemand außer dir                                 | 271    | 071       | 342    |      |
| 04.   | 11       | Deutschland            | Michael Schulte                              | You Let Me Walk Alone M/T: Michael Schulte, Thomas Stengaard, Nisse Ingwersen, Katharina Müller              | Englisch                  | Du lässt mich alleine gehen                       | 204    | 136       | 340    |      |
| 05.   | 26       | Italien                | Ermal Meta & Fabrizio Moro                   | Non mi avete fatto niente M/T: Ermal Meta, Fabrizio Moro, Andrea Febo                                        | Italienisch               | Ihr konntet mir nichts anhaben                    | 059    | 249       | 308    |      |
| 06.   | 14       | Tschechien             | Mikolas Josef                                | Lie to Me M/T: Mikolas Josef                                                                                 | Englisch                  | Lüg mich an                                       | 066    | 215       | 281    |      |
| 07.   | 20       | Schweden               | Benjamin Ingrosso                            | Dance You Off M/T: Benjamin Ingrosso, MAG, Louis Schoorl, K Nita                                             | Englisch                  | Dich austanzen                                    | 253    | 021       | 274    |      |
| 08.   | 6        | Estland                | Elina Netšajeva                              | La forza M: Mihkel Mattisen, Timo Vendt; T: Ksenia Kuchukova, Elina Netšajeva                                | Italienisch               | Die Kraft                                         | 143    | 102       | 245    |      |
| 09.   | 15       | Dänemark               | Rasmussen                                    | Higher Ground M/T: Niclas Arn, Karl Eurén                                                                    | Englisch c                | Höhere Ebene                                      | 038    | 188       | 226    |      |
| 10.   | 19       | Moldau                 | DoReDoS                                      | My Lucky Day M: Filipp Kirkorow; T: John Ballard                                                             | Englisch                  | Mein Glückstag                                    | 094    | 115       | 209    |      |
| 11.   | 12       | Albanien               | Eugent Bushpepa                              | Mall M/T: Eugent Bushpepa                                                                                    | Albanisch                 | Sehnsucht                                         | 126    | 058       | 184    |      |
| 12.   | 4        | Litauen                | Ieva Zasimauskaitė                           | When We’re Old M/T: Vytautas Bikus                                                                           | Englisch, Litauisch       | Wenn wir alt sind                                 | 090    | 091       | 181    |      |
| 13.   | 13       | Frankreich             | Madame Monsieur                              | Mercy M/T: Émilie Satt, Jean-Karl Lucas                                                                      | Französisch               | Name des im Lied thematisierten Flüchtlingskindes | 114    | 059       | 173    |      |
| 14.   | 18       | Bulgarien              | Equinox                                      | Bones M/T: Borislaw Milanow, Treyshun Campbell, Joacim Persson, Dag Lundberg                                 | Englisch                  | Knochen                                           | 100    | 066       | 166    |      |
| 15.   | 7        | Norwegen               | Alexander Rybak                              | That’s How You Write a Song M/T: Alexander Rybak                                                             | Englisch                  | So schreibt man ein Lied                          | 060    | 084       | 144    |      |
| 16.   | 24       | Irland                 | Ryan O’Shaughnessy                           | Together M/T: Ryan O’Shaughnessy, Mark Caplice, Laura Elizabeth Hughes                                       | Englisch                  | Zusammen                                          | 074    | 062       | 136    |      |
| 17.   | 1        | Ukraine                | Mélovin                                      | Under the Ladder M: Mélovin; T: Mike Ryals                                                                   | Englisch                  | Unter der Leiter                                  | 011    | 119       | 130    |      |
| 18.   | 23       | Niederlande            | Waylon                                       | Outlaw in ’Em M/T: Jim Beaver, Willem Bijkerk, Ilya Toshinskiy                                               | Englisch                  | Gesetzloses in sich                               | 089    | 032       | 121    |      |
| 19.   | 10       | Serbien                | Sanja Ilić & Balkanika Сања Илић & Балканика | Nova deca (Нова деца) M: Aleksandar Sanja Ilić, Tatjana Karajanov Ilić; T: Danica Krstajić                   | Serbisch, Torlakisch      | Neue Kinder                                       | 038    | 075       | 113    |      |
| 20.   | 16       | Australien             | Jessica Mauboy                               | We Got Love M: DNA (David Musumeci, Anthony Egizii); T: DNA (David Musumeci, Anthony Egizii), Jessica Mauboy | Englisch                  | Wir haben Liebe                                   | 090    | 009       | 99     |      |
| 21.   | 21       | Ungarn                 | AWS                                          | Viszlát Nyár M: Dániel Kökényes, Bence Brucker, Áron Veress, Soma Schiszler; T: Örs Siklósi                  | Ungarisch                 | Auf Wiedersehen Sommer                            | 028    | 065       | 093    |      |
| 22.   | 3        | Slowenien              | Lea Sirk                                     | Hvala, Ne! M: Lea Sirk, Tomy DeClerque; T: Lea Sirk                                                          | Slowenisch, Portugiesisch | Danke, nein!                                      | 041    | 023       | 064    |      |
| 23.   | 2        | Spanien                | Alfred y Amaia                               | Tu canción M/T: Raul Gomez Garcia, Sylvia Ruth Santoro Lopez                                                 | Spanisch                  | Dein Lied                                         | 043    | 018       | 061    |      |
| 24.   | 9        | Vereinigtes Königreich | SuRie                                        | Storm M/T: Nicole Blair, Gil Lewis, Sean Hargreaves                                                          | Englisch                  | Sturm                                             | 023    | 025       | 048    |      |
| 25.   | 17       | Finnland               | Saara Aalto                                  | Monsters M/T: Saara Aalto, Joy Deb, Linnea Deb, Ki Fitzgerald                                                | Englisch                  | Monster                                           | 023    | 023       | 046    |      |
| 26.   | 8        | Portugal (Gastgeber)   | Cláudia Pascoal                              | O Jardim M/T: Isaura                                                                                         | Portugiesisch             | Der Garten                                        | 021    | 018       | 039    |      |

### Punktetafel Finale
In der folgenden Tabelle sind alle 26 Teilnehmer des Finales in der Startreihenfolge zeilenweise von oben nach unten aufgeführt. Die 43 abstimmenden Länder sind spaltenweise von links nach rechts aufgeführt. Zu jedem Teilnehmer werden die erhaltenen Punkte in zwei Zeilen dargestellt.
In der 1. Zeile (Hintergrund weiß) werden die Jury-Punkte dargestellt. In der 2. Zeile (Hintergrund apricot) werden die Televoting-Punkte dargestellt.
In jeder Zeile mit den Einzelpunkten steht am Anfang die summierte Zahl der erhaltenen Jury- bzw. Televoting-Punkte; links daneben steht die erhaltene Gesamtpunktzahl über beide Zeilen sowie die erreichte Platzierung. Am Ende jeder Zeile steht die summierte Anzahl der erhaltenen Jury- bzw. Televoting-Votings; rechts daneben steht die Gesamtanzahl der erhaltenen Votings über beide Zeilen.
| Land                   | Abstimmungsergebnisse | Abstimmungsergebnisse     | Abstimmungsergebnisse | Abstimmungsergebnisse     | Abstimmungsergebnisse     | Abstimmungsergebnisse | Abstimmungsergebnisse | Abstimmungsergebnisse | Abstimmungsergebnisse     | Abstimmungsergebnisse | Abstimmungsergebnisse     | Abstimmungsergebnisse     | Abstimmungsergebnisse     | Abstimmungsergebnisse     | Abstimmungsergebnisse | Abstimmungsergebnisse     | Abstimmungsergebnisse     | Abstimmungsergebnisse | Abstimmungsergebnisse     | Abstimmungsergebnisse | Abstimmungsergebnisse     | Abstimmungsergebnisse | Abstimmungsergebnisse     | Abstimmungsergebnisse     | Abstimmungsergebnisse     | Abstimmungsergebnisse | Abstimmungsergebnisse     | Abstimmungsergebnisse | Abstimmungsergebnisse     | Abstimmungsergebnisse | Abstimmungsergebnisse     | Abstimmungsergebnisse | Abstimmungsergebnisse     | Abstimmungsergebnisse | Abstimmungsergebnisse | Abstimmungsergebnisse | Abstimmungsergebnisse     | Abstimmungsergebnisse     | Abstimmungsergebnisse     | Abstimmungsergebnisse     | Abstimmungsergebnisse | Abstimmungsergebnisse     | Abstimmungsergebnisse     | Abstimmungsergebnisse     | Abstimmungsergebnisse | Abstimmungsergebnisse | Abstimmungsergebnisse |
| Land                   | Punkte                | Punkte                    | AL                    | AM                        | AU                        | AT                    | AZ                    | BY                    | BE                        | BG                    | HR                        | CY                        | CZ                        | DK                        | EE                    | MK                        | FI                        | FR                    | GE                        | DE                    | GR                        | HU                    | IS                        | IE                        | IL                        | IT                    | LV                        | LT                    | MT                        | MD                    | ME                        | NO                    | PL                        | PT                    | RO                    | RU                    | SM                        | RS                        | SI                        | ES                        | SE                    | CH                        | NL                        | UA                        | UK                    | Votings               | Votings               |
| ---------------------- | --------------------- | ------------------------- | --------------------- | ------------------------- | ------------------------- | --------------------- | --------------------- | --------------------- | ------------------------- | --------------------- | ------------------------- | ------------------------- | ------------------------- | ------------------------- | --------------------- | ------------------------- | ------------------------- | --------------------- | ------------------------- | --------------------- | ------------------------- | --------------------- | ------------------------- | ------------------------- | ------------------------- | --------------------- | ------------------------- | --------------------- | ------------------------- | --------------------- | ------------------------- | --------------------- | ------------------------- | --------------------- | --------------------- | --------------------- | ------------------------- | ------------------------- | ------------------------- | ------------------------- | --------------------- | ------------------------- | ------------------------- | ------------------------- | --------------------- | --------------------- | --------------------- |
| Ukraine                | 130                   | 011                       | -                     | -                         | -                         | -                     | 6                     | -                     | -                         | -                     | -                         | -                         | -                         | -                         | -                     | -                         | -                         | -                     | -                         | -                     | -                         | -                     | -                         | -                         | -                         | -                     | -                         | -                     | -                         | 5                     | -                         | -                     | -                         | -                     | -                     | -                     | -                         | -                         | -                         | -                         | -                     | -                         | class="hintergrundfarbe7" | -                         | 02                    | 20                    |                       |
| Ukraine                | 130                   | 119                       | -                     | 4                         | -                         | -                     | 8                     | 12                    | -                         | 1                     | -                         | 2                         | 12                        | -                         | -                     | 4                         | -                         | 4                     | 8                         | -                     | -                         | -                     | -                         | -                         | 7                         | 8                     | 3                         | -                     | -                         | 10                    | 7                         | -                     | 12                        | 4                     | -                     | 8                     | 5                         | -                         | -                         | -                         | -                     | -                         | class="hintergrundfarbe7" | -                         | 18                    | 20                    |                       |
| Spanien                | 061                   | 043                       | -                     | -                         | 7                         | -                     | -                     | -                     | 1                         | -                     | -                         | 7                         | -                         | 6                         | -                     | -                         | -                         | -                     | -                         | 6                     | -                         | -                     | -                         | 1                         | -                         | -                     | -                         | -                     | -                         | -                     | -                         | 2                     | -                         | 2                     | 10                    | -                     | -                         | -                         | class="hintergrundfarbe7" | -                         | -                     | -                         | -                         | 1                         | 10                    | 13                    |                       |
| Spanien                | 061                   | 018                       | -                     | -                         | -                         | -                     | -                     | -                     | -                         | -                     | -                         | -                         | -                         | -                         | -                     | -                         | -                         | 5                     | -                         | -                     | -                         | -                     | -                         | -                         | -                         | -                     | -                         | -                     | -                         | -                     | -                         | -                     | -                         | 12                    | -                     | -                     | -                         | -                         | class="hintergrundfarbe7" | -                         | 1                     | -                         | -                         | -                         | 03                    | 13                    |                       |
| Slowenien              | 064                   | 041                       | -                     | -                         | -                         | 5                     | -                     | 4                     | -                         | -                     | -                         | -                         | 7                         | -                         | -                     | 2                         | -                         | 2                     | -                         | -                     | -                         | -                     | -                         | -                         | 4                         | -                     | 1                         | -                     | -                         | -                     | -                         | -                     | -                         | 3                     | 1                     | -                     | 6                         | class="hintergrundfarbe7" | -                         | -                         | -                     | 1                         | 5                         | -                         | 12                    | 16                    |                       |
| Slowenien              | 064                   | 023                       | -                     | -                         | -                         | -                     | -                     | -                     | -                         | -                     | 7                         | -                         | -                         | -                         | -                     | 2                         | -                         | -                     | -                         | -                     | -                         | -                     | -                         | -                         | -                         | -                     | -                         | -                     | -                         | -                     | 6                         | -                     | -                         | -                     | -                     | -                     | -                         | class="hintergrundfarbe7" | -                         | -                         | -                     | -                         | -                         | -                         | 04                    | 16                    |                       |
| Litauen                | 181                   | 090                       | -                     | -                         | 3                         | -                     | -                     | 5                     | -                         | 10                    | 12                        | -                         | 1                         | -                         | 10                    | -                         | -                         | -                     | 2                         | 4                     | -                         | 5                     | -                         | -                         | -                         | -                     | class="hintergrundfarbe7" | -                     | -                         | -                     | 3                         | 1                     | 6                         | 6                     | 3                     | -                     | -                         | -                         | -                         | -                         | 8                     | 7                         | -                         | -                         | 17                    | 28                    |                       |
| Litauen                | 181                   | 091                       | -                     | -                         | -                         | -                     | -                     | -                     | -                         | -                     | -                         | 6                         | -                         | -                         | 12                    | -                         | -                         | -                     | 7                         | 4                     | -                         | -                     | -                         | 12                        | -                         | -                     | class="hintergrundfarbe7" | 5                     | -                         | -                     | 12                        | -                     | -                         | -                     | -                     | -                     | -                         | -                         | -                         | 7                         | -                     | -                         | 2                         | 12                        | 11                    | 28                    |                       |
| Österreich             | 342                   | 271                       | -                     | 1                         | class="hintergrundfarbe7" | -                     | 10                    | 12                    | 12                        | -                     | 2                         | 5                         | 8                         | 12                        | -                     | 7                         | 7                         | 8                     | 10                        | -                     | 8                         | 12                    | 5                         | 12                        | 7                         | 7                     | 12                        | 1                     | 3                         | -                     | 8                         | 12                    | 8                         | 12                    | -                     | -                     | 4                         | 10                        | 8                         | 10                        | 4                     | 10                        | 7                         | 12                        | 34                    | 52                    |                       |
| Österreich             | 342                   | 071                       | 2                     | 6                         | class="hintergrundfarbe7" | -                     | -                     | 3                     | 4                         | -                     | -                         | -                         | 10                        | 6                         | -                     | 3                         | -                         | 1                     | 5                         | -                     | 3                         | 5                     | -                         | 1                         | -                         | -                     | 3                         | -                     | -                         | -                     | 8                         | -                     | -                         | -                     | -                     | -                     | -                         | 2                         | -                         | 2                         | 4                     | 3                         | -                         | -                         | 18                    | 52                    |                       |
| Estland                | 245                   | 143                       | -                     | -                         | 8                         | 2                     | 3                     | -                     | -                         | -                     | -                         | 1                         | -                         | class="hintergrundfarbe7" | 12                    | -                         | -                         | 10                    | 2                         | 3                     | -                         | 7                     | 3                         | -                         | 4                         | 8                     | -                         | -                     | 12                        | 5                     | -                         | -                     | 12                        | 3                     | 6                     | 5                     | 3                         | 5                         | 1                         | -                         | 10                    | 4                         | 1                         | 6                         | 26                    | 46                    |                       |
| Estland                | 245                   | 102                       | 4                     | 2                         | -                         | -                     | -                     | -                     | -                         | 2                     | -                         | 4                         | 5                         | class="hintergrundfarbe7" | -                     | 12                        | 7                         | 6                     | -                         | 4                     | -                         | -                     | 4                         | 8                         | 6                         | 10                    | 12                        | -                     | 1                         | -                     | -                         | -                     | 7                         | -                     | 3                     | -                     | -                         | -                         | 2                         | -                         | -                     | -                         | 3                         | -                         | 20                    | 46                    |                       |
| Norwegen               | 144                   | 060                       | -                     | -                         | -                         | -                     | -                     | 8                     | -                         | -                     | 5                         | -                         | -                         | -                         | 4                     | -                         | -                         | -                     | -                         | -                     | -                         | 2                     | -                         | -                         | -                         | 12                    | -                         | -                     | 4                         | 2                     | class="hintergrundfarbe7" | -                     | -                         | -                     | -                     | -                     | 6                         | -                         | -                         | 2                         | -                     | 3                         | -                         | 5                         | 12                    | 30                    |                       |
| Norwegen               | 144                   | 084                       | -                     | 7                         | 1                         | -                     | 7                     | 10                    | -                         | -                     | -                         | 5                         | -                         | 8                         | 2                     | -                         | -                         | -                     | -                         | -                     | 3                         | 5                     | 4                         | -                         | -                         | -                     | 2                         | -                     | -                         | 5                     | class="hintergrundfarbe7" | -                     | -                         | -                     | 5                     | -                     | 3                         | 5                         | 3                         | 8                         | -                     | 1                         | -                         | -                         | 18                    | 30                    |                       |
| Portugal               | 039                   | 021                       | -                     | -                         | -                         | -                     | -                     | -                     | -                         | -                     | -                         | -                         | -                         | -                         | 3                     | -                         | -                         | -                     | -                         | -                     | -                         | -                     | -                         | 6                         | -                         | -                     | -                         | 7                     | -                         | -                     | -                         | -                     | class="hintergrundfarbe7" | -                     | -                     | -                     | -                         | -                         | -                         | -                         | 3                     | 2                         | -                         | -                         | 05                    | 07                    |                       |
| Portugal               | 039                   | 018                       | -                     | -                         | -                         | -                     | -                     | -                     | -                         | -                     | -                         | -                         | -                         | -                         | -                     | -                         | -                         | 8                     | -                         | -                     | -                         | -                     | -                         | -                         | -                         | -                     | -                         | -                     | -                         | -                     | -                         | -                     | class="hintergrundfarbe7" | -                     | -                     | -                     | -                         | -                         | -                         | -                         | 10                    | -                         | -                         | -                         | 02                    | 07                    |                       |
| Vereinigtes Königreich | 048                   | 023                       | -                     | -                         | -                         | -                     | -                     | -                     | -                         | -                     | 2                         | -                         | -                         | -                         | -                     | -                         | -                         | 3                     | -                         | -                     | -                         | -                     | -                         | -                         | 8                         | 6                     | 2                         | -                     | -                         | -                     | 2                         | -                     | -                         | -                     | -                     | -                     | -                         | -                         | -                         | -                         | -                     | -                         | -                         | class="hintergrundfarbe7" | 06                    | 13                    |                       |
| Vereinigtes Königreich | 048                   | 025                       | 3                     | -                         | 6                         | -                     | -                     | -                     | -                         | -                     | -                         | -                         | -                         | 3                         | -                     | -                         | -                         | -                     | -                         | 1                     | -                         | -                     | -                         | 10                        | -                         | -                     | -                         | -                     | 1                         | -                     | -                         | -                     | -                         | -                     | -                     | -                     | 1                         | -                         | -                         | -                         | -                     | -                         | -                         | class="hintergrundfarbe7" | 07                    | 13                    |                       |
| Serbien                | 113                   | 038                       | 3                     | -                         | -                         | -                     | 10                    | -                     | -                         | -                     | -                         | -                         | -                         | -                         | -                     | 8                         | -                         | -                     | -                         | -                     | 2                         | -                     | -                         | -                         | -                         | -                     | -                         | -                     | -                         | -                     | 12                        | -                     | -                         | -                     | -                     | -                     | class="hintergrundfarbe7" | -                         | -                         | -                         | -                     | -                         | -                         | -                         | 06                    | 15                    |                       |
| Serbien                | 113                   | 075                       | -                     | -                         | -                         | 8                     | -                     | -                     | -                         | 7                     | 12                        | -                         | -                         | -                         | -                     | 10                        | -                         | 1                     | -                         | -                     | -                         | -                     | -                         | -                         | -                         | 1                     | -                         | -                     | -                         | -                     | 12                        | -                     | -                         | -                     | -                     | -                     | class="hintergrundfarbe7" | 12                        | -                         | -                         | 12                    | -                         | -                         | -                         | 09                    | 15                    |                       |
| Deutschland            | 340                   | 204                       | 6                     | 5                         | 10                        | 10                    | 2                     | -                     | 5                         | 6                     | -                         | -                         | -                         | 12                        | 6                     | 3                         | 1                         | 8                     | class="hintergrundfarbe7" | -                     | -                         | 6                     | 8                         | 5                         | 10                        | 3                     | 5                         | -                     | 4                         | -                     | 12                        | 10                    | -                         | 4                     | 4                     | 10                    | 10                        | -                         | 7                         | 1                         | 12                    | 12                        | -                         | -                         | 30                    | 59                    |                       |
| Deutschland            | 340                   | 136                       | 8                     | -                         | 2                         | 6                     | 3                     | -                     | 2                         | -                     | 3                         | 3                         | 3                         | 12                        | -                     | -                         | -                         | -                     | class="hintergrundfarbe7" | 2                     | 1                         | 8                     | 8                         | 3                         | 3                         | -                     | 2                         | 4                     | 4                         | -                     | 6                         | 1                     | 8                         | 4                     | -                     | 4                     | -                         | 4                         | 6                         | 5                         | 6                     | 12                        | -                         | 3                         | 29                    | 59                    |                       |
| Albanien               | 184                   | class="hintergrundfarbe7" | -                     | -                         | 7                         | 12                    | 7                     | 2                     | 7                         | 1                     | 6                         | 6                         | -                         | -                         | 6                     | -                         | -                         | 4                     | -                         | 7                     | 10                        | 10                    | 2                         | -                         | -                         | -                     | -                         | -                     | -                         | 10                    | -                         | 7                     | 10                        | -                     | -                     | -                     | 1                         | 4                         | -                         | -                         | -                     | -                         | -                         | 7                         | 20                    | 28                    |                       |
| Albanien               | 184                   | class="hintergrundfarbe7" | -                     | -                         | 2                         | -                     | -                     | -                     | -                         | 4                     | -                         | -                         | -                         | -                         | 12                    | -                         | -                         | -                     | -                         | 10                    | -                         | -                     | -                         | -                         | 12                        | -                     | -                         | -                     | -                         | 10                    | -                         | -                     | -                         | -                     | -                     | -                     | -                         | 1                         | -                         | -                         | 7                     | -                         | -                         | -                         | 08                    | 28                    |                       |
| Frankreich             | 173                   | 114                       | 7                     | 4                         | -                         | -                     | -                     | -                     | 3                         | 5                     | 6                         | 3                         | -                         | 2                         | -                     | -                         | class="hintergrundfarbe7" | -                     | -                         | 5                     | -                         | 3                     | 4                         | -                         | -                         | 10                    | 10                        | 8                     | -                         | -                     | 7                         | -                     | 5                         | -                     | 2                     | -                     | -                         | 2                         | 6                         | 5                         | -                     | -                         | 12                        | -                         | 21                    | 33                    |                       |
| Frankreich             | 173                   | 059                       | 5                     | 5                         | -                         | -                     | -                     | -                     | 8                         | -                     | -                         | 1                         | -                         | -                         | -                     | -                         | class="hintergrundfarbe7" | 4                     | -                         | -                     | -                         | 6                     | -                         | 6                         | -                         | -                     | 5                         | -                     | -                         | -                     | 1                         | 3                     | -                         | -                     | -                     | -                     | -                         | -                         | 4                         | -                         | -                     | -                         | 7                         | -                         | 12                    | 33                    |                       |
| Tschechien             | 281                   | 066                       | 1                     | 6                         | 1                         | 3                     | -                     | 6                     | 7                         | 8                     | 4                         | class="hintergrundfarbe7" | -                         | -                         | 4                     | -                         | 4                         | -                     | -                         | -                     | -                         | 1                     | -                         | -                         | -                         | -                     | -                         | 5                     | -                         | -                     | -                         | -                     | -                         | -                     | -                     | -                     | -                         | 3                         | 4                         | -                         | -                     | -                         | 4                         | -                         | 16                    | 51                    |                       |
| Tschechien             | 281                   | 215                       | -                     | 8                         | 3                         | 12                    | 6                     | 5                     | 1                         | 3                     | 5                         | class="hintergrundfarbe7" | 6                         | 5                         | 5                     | 5                         | -                         | -                     | 8                         | 7                     | 8                         | 10                    | 7                         | 12                        | -                         | 4                     | 8                         | 3                     | 6                         | -                     | 4                         | 4                     | -                         | 3                     | 2                     | 10                    | 5                         | 8                         | 10                        | 3                         | -                     | 6                         | 10                        | 5                         | 35                    | 51                    |                       |
| Dänemark               | 226                   | 038                       | -                     | -                         | -                         | -                     | -                     | 3                     | -                         | -                     | -                         | -                         | class="hintergrundfarbe7" | -                         | -                     | 3                         | -                         | 1                     | -                         | -                     | 12                        | -                     | -                         | 2                         | 8                         | -                     | -                         | -                     | -                         | 6                     | -                         | -                     | -                         | -                     | -                     | -                     | -                         | -                         | -                         | -                         | -                     | -                         | 3                         | -                         | 08                    | 40                    |                       |
| Dänemark               | 226                   | 188                       | -                     | -                         | 10                        | 5                     | -                     | 7                     | 5                         | -                     | 2                         | -                         | class="hintergrundfarbe7" | 8                         | -                     | 10                        | 2                         | 2                     | 3                         | -                     | 12                        | 12                    | 2                         | 4                         | 4                         | 5                     | 10                        | 2                     | -                         | -                     | 10                        | 6                     | 2                         | 2                     | 7                     | 6                     | 4                         | 7                         | -                         | 12                        | 2                     | 8                         | 8                         | 2                         | 32                    | 40                    |                       |
| Australien             | 099                   | 090                       | -                     | class="hintergrundfarbe7" | -                         | -                     | 2                     | -                     | -                         | -                     | -                         | -                         | 10                        | -                         | -                     | -                         | 10                        | -                     | 7                         | -                     | 7                         | -                     | -                         | 7                         | -                         | 6                     | -                         | 3                     | 7                         | -                     | 6                         | 4                     | -                         | 2                     | 5                     | 2                     | -                         | -                         | -                         | 8                         | -                     | -                         | 2                         | -                         | 17                    | 20                    |                       |
| Australien             | 099                   | 009                       | -                     | class="hintergrundfarbe7" | -                         | -                     | -                     | -                     | -                         | -                     | -                         | -                         | 2                         | -                         | -                     | -                         | -                         | -                     | -                         | -                     | -                         | -                     | -                         | -                         | -                         | -                     | -                         | 6                     | -                         | -                     | -                         | -                     | -                         | -                     | -                     | -                     | -                         | -                         | -                         | -                         | -                     | -                         | -                         | 1                         | 03                    | 20                    |                       |
| Finnland               | 046                   | 023                       | -                     | -                         | -                         | -                     | -                     | -                     | -                         | -                     | -                         | -                         | 3                         | -                         | 2                     | class="hintergrundfarbe7" | -                         | -                     | -                         | -                     | -                         | -                     | -                         | 6                         | -                         | -                     | -                         | -                     | -                         | -                     | -                         | -                     | -                         | -                     | -                     | -                     | -                         | -                         | -                         | 3                         | -                     | -                         | -                         | 4                         | 06                    | 10                    |                       |
| Finnland               | 046                   | 023                       | -                     | -                         | 4                         | -                     | -                     | -                     | -                         | -                     | -                         | -                         | -                         | -                         | 10                    | class="hintergrundfarbe7" | -                         | -                     | -                         | -                     | -                         | 3                     | -                         | -                         | -                         | -                     | -                         | -                     | -                         | -                     | -                         | -                     | -                         | -                     | -                     | -                     | -                         | -                         | -                         | 6                         | -                     | -                         | -                         | -                         | 04                    | 10                    |                       |
| Bulgarien              | 166                   | 100                       | 8                     | -                         | -                         | 6                     | 5                     | -                     | class="hintergrundfarbe7" | 7                     | -                         | 4                         | 1                         | 7                         | -                     | 10                        | -                         | 6                     | -                         | -                     | -                         | -                     | 10                        | 1                         | -                         | -                     | -                         | 2                     | 8                         | -                     | -                         | 2                     | 7                         | -                     | -                     | -                     | -                         | -                         | -                         | 6                         | 2                     | -                         | -                         | 8                         | 18                    | 33                    |                       |
| Bulgarien              | 166                   | 066                       | 6                     | -                         | -                         | -                     | 1                     | 1                     | class="hintergrundfarbe7" | 1                     | 12                        | 1                         | -                         | -                         | 7                     | -                         | -                         | -                     | -                         | 5                     | -                         | -                     | -                         | -                         | -                         | -                     | -                         | 7                     | 3                         | 4                     | -                         | -                     | -                         | 5                     | -                     | -                     | 2                         | -                         | 5                         | -                         | -                     | -                         | -                         | 6                         | 15                    | 33                    |                       |
| Moldau                 | 209                   | 094                       | 2                     | 10                        | 2                         | -                     | 7                     | -                     | -                         | -                     | 8                         | 10                        | -                         | -                         | -                     | -                         | -                         | -                     | -                         | -                     | 10                        | -                     | -                         | -                         | -                         | -                     | -                         | -                     | class="hintergrundfarbe7" | 8                     | -                         | -                     | -                         | 7                     | 12                    | 7                     | 5                         | 6                         | -                         | -                         | -                     | -                         | -                         | -                         | 23                    | 46                    |                       |
| Moldau                 | 209                   | 115                       | -                     | 1                         | 5                         | -                     | 4                     | 6                     | -                         | 8                     | -                         | -                         | 6                         | -                         | 1                     | 1                         | -                         | 6                     | 3                         | -                     | 1                         | 2                     | -                         | 1                         | 10                        | 10                    | 7                         | -                     | class="hintergrundfarbe7" | -                     | -                         | -                     | 6                         | 12                    | 12                    | 2                     | 1                         | -                         | -                         | -                         | -                     | -                         | 6                         | 4                         | 23                    | 46                    |                       |
| Schweden               | 274                   | 253                       | 4                     | 12                        | 12                        | 8                     | -                     | 1                     | 8                         | 2                     | -                         | 12                        | 8                         | 4                         | 5                     | 7                         | 8                         | 5                     | 12                        | 12                    | 8                         | 1                     | 5                         | -                         | 10                        | 1                     | 12                        | 8                     | 7                         | -                     | -                         | 10                    | 6                         | -                     | -                     | 10                    | 8                         | 12                        | 12                        | class="hintergrundfarbe7" | 5                     | 8                         | 6                         | 2                         | 35                    | 42                    |                       |
| Schweden               | 274                   | 021                       | -                     | -                         | -                         | -                     | 2                     | -                     | -                         | -                     | -                         | -                         | -                         | 7                         | -                     | -                         | -                         | -                     | -                         | -                     | -                         | -                     | 2                         | -                         | -                         | -                     | -                         | 4                     | -                         | -                     | 2                         | 3                     | -                         | -                     | -                     | 1                     | -                         | -                         | -                         | class="hintergrundfarbe7" | -                     | -                         | -                         | -                         | 07                    | 42                    |                       |
| Ungarn                 | 093                   | 028                       | -                     | -                         | -                         | -                     | 8                     | -                     | -                         | -                     | -                         | 4                         | 2                         | -                         | -                     | -                         | -                         | -                     | -                         | -                     | class="hintergrundfarbe7" | -                     | -                         | 3                         | -                         | -                     | 2                         | -                     | -                         | -                     | -                         | 3                     | -                         | -                     | -                     | -                     | -                         | -                         | -                         | -                         | -                     | -                         | -                         | -                         | 07                    | 22                    |                       |
| Ungarn                 | 093                   | 065                       | -                     | -                         | -                         | 3                     | -                     | 2                     | -                         | 5                     | -                         | -                         | -                         | -                         | 3                     | -                         | 8                         | -                     | -                         | 2                     | class="hintergrundfarbe7" | -                     | -                         | -                         | 2                         | -                     | -                         | -                     | 2                         | 3                     | -                         | 7                     | -                         | 10                    | -                     | -                     | 12                        | 3                         | -                         | -                         | -                     | 2                         | 1                         | -                         | 15                    | 22                    |                       |
| Israel                 | 529                   | 212                       | 5                     | 8                         | 6                         | 12                    | 1                     | -                     | 6                         | 4                     | 10                        | -                         | 12                        | 3                         | -                     | 1                         | 12                        | 12                    | 3                         | 1                     | 4                         | 6                     | 8                         | class="hintergrundfarbe7" | 2                         | -                     | 6                         | 6                     | 10                        | -                     | -                         | -                     | 1                         | -                     | 8                     | 12                    | 2                         | 1                         | 10                        | 7                         | 1                     | 5                         | 10                        | 10                        | 34                    | 73                    |                       |
| Israel                 | 529                   | 317                       | 1                     | 10                        | 12                        | 7                     | 12                    | 8                     | 10                        | 10                    | 6                         | 10                        | 10                        | -                         | -                     | 3                         | 7                         | 12                    | 12                        | 10                    | 6                         | 10                    | 7                         | class="hintergrundfarbe7" | 7                         | 8                     | 1                         | 8                     | 12                        | 1                     | 7                         | 10                    | 1                         | 8                     | 10                    | 12                    | 7                         | -                         | 12                        | 10                        | 5                     | 10                        | 12                        | 7                         | 39                    | 73                    |                       |
| Niederlande            | 121                   | 089                       | -                     | 3                         | -                         | 1                     | -                     | -                     | 10                        | -                     | -                         | -                         | -                         | -                         | 1                     | -                         | -                         | 6                     | 5                         | 5                     | -                         | 4                     | -                         | -                         | -                         | -                     | 5                         | 3                     | -                         | 1                     | 3                         | 4                     | 8                         | -                     | 8                     | -                     | -                         | 7                         | 7                         | -                         | -                     | class="hintergrundfarbe7" | 8                         | -                         | 18                    | 25                    |                       |
| Niederlande            | 121                   | 032                       | -                     | -                         | -                         | -                     | -                     | -                     | 12                        | -                     | -                         | -                         | -                         | 5                         | -                     | -                         | 2                         | -                     | -                         | -                     | -                         | 4                     | -                         | 3                         | -                         | -                     | -                         | -                     | -                         | -                     | -                         | 5                     | -                         | -                     | -                     | -                     | -                         | -                         | -                         | -                         | 1                     | class="hintergrundfarbe7" | -                         | -                         | 07                    | 25                    |                       |
| Irland                 | 136                   | 074                       | -                     | -                         | 4                         | 4                     | -                     | -                     | -                         | 1                     | 3                         | -                         | 10                        | -                         | -                     | -                         | 2                         | 1                     | -                         | 8                     | -                         | 3                     | class="hintergrundfarbe7" | -                         | 5                         | -                     | 4                         | -                     | -                         | -                     | 1                         | 5                     | -                         | -                     | -                     | 1                     | -                         | -                         | 5                         | 4                         | 6                     | -                         | -                         | 3                         | 19                    | 33                    |                       |
| Irland                 | 136                   | 062                       | 7                     | -                         | 8                         | 4                     | -                     | -                     | 4                         | -                     | -                         | -                         | 4                         | 4                         | -                     | -                         | -                         | -                     | -                         | 7                     | -                         | -                     | class="hintergrundfarbe7" | -                         | -                         | -                     | -                         | -                     | -                         | -                     | -                         | 2                     | 3                         | 1                     | -                     | 3                     | -                         | -                         | 1                         | -                         | -                     | 4                         | -                         | 10                        | 14                    | 33                    |                       |
| Zypern                 | 436                   | 183                       | 10                    | 7                         | -                         | -                     | 4                     | 12                    | 4                         | 3                     | class="hintergrundfarbe7" | -                         | 5                         | 8                         | 10                    | 6                         | -                         | -                     | 3                         | 12                    | -                         | 2                     | 12                        | -                         | 3                         | -                     | 1                         | 12                    | 6                         | 1                     | 5                         | -                     | -                         | 5                     | 7                     | -                     | -                         | 8                         | 12                        | 12                        | 7                     | 6                         | -                         | -                         | 27                    | 69                    |                       |
| Zypern                 | 436                   | 253                       | 10                    | 12                        | 7                         | 1                     | 10                    | 3                     | 7                         | 12                    | class="hintergrundfarbe7" | 8                         | 1                         | 4                         | 8                     | 1                         | 3                         | 10                    | 6                         | 12                    | 7                         | 1                     | 5                         | 2                         | 5                         | 1                     | 6                         | 10                    | 7                         | 5                     | 2                         | 8                     | 5                         | 7                     | 4                     | 7                     | 10                        | 6                         | 8                         | 4                         | 3                     | 5                         | 4                         | 8                         | 42                    | 69                    |                       |
| Italien                | 308                   | 059                       | 12                    | -                         | -                         | -                     | -                     | -                     | -                         | -                     | -                         | 8                         | -                         | -                         | -                     | -                         | 4                         | -                     | -                         | -                     | 1                         | -                     | -                         | -                         | class="hintergrundfarbe7" | -                     | -                         | 10                    | -                         | 4                     | -                         | -                     | 4                         | -                     | 1                     | 4                     | 8                         | -                         | 3                         | -                         | -                     | -                         | -                         | -                         | 11                    | 46                    |                       |
| Italien                | 308                   | 249                       | 12                    | 3                         | -                         | 10                    | 5                     | 4                     | 6                         | 6                     | 10                        | 7                         | 2                         | -                         | 7                     | 6                         | 6                         | 10                    | 5                         | 12                    | 8                         | 6                     | -                         | -                         | class="hintergrundfarbe7" | 6                     | 7                         | 12                    | 8                         | 8                     | -                         | 5                     | 10                        | 6                     | 6                     | 8                     | 6                         | 10                        | 7                         | -                         | 8                     | 7                         | 5                         | -                         | 35                    | 46                    |                       |

In der Tabelle sind die niedrigsten (Hintergrund rot) und höchsten (Hintergrund grün) Gesamtwerte gekennzeichnet.
- Die wenigsten Jury-Votings:  Ukraine – 2
- Die wenigsten Televoting-Votings:  Portugal – 2
- Die wenigsten Gesamt-Votings:  Portugal – 7
- Die wenigsten Jury-Punkte:  Ukraine – 11
- Die wenigsten Televoting-Punkte:  Australien – 9
- Die wenigsten Gesamt-Punkte:  Portugal – 39
- Die meisten Jury-Votings:  Schweden – 35
- Die meisten Televoting-Votings:  Zypern – 42
- Die meisten Gesamt-Votings:  Israel – 73
- Die meisten Jury-Punkte:  Österreich – 271
- Die meisten Televoting-Punkte:  Israel – 317
- Die meisten Gesamt-Punkte:  Israel – 529

### Statistik der Zwölf-Punkte-Vergabe (Finale)

#### Jury

Punkte der Jurys für das Gewinnerlied aus Israel

| Anzahl | Land        | erhalten von                                                                                  |
| ------ | ----------- | --------------------------------------------------------------------------------------------- |
| 9      | Österreich  | Belgien, Bulgarien, Estland, Island, Israel, Litauen, Polen, Rumänien, Vereinigtes Königreich |
| 8      | Schweden    | Armenien, Australien, Deutschland, Georgien, Lettland, Serbien, Slowenien, Zypern             |
| 6      | Zypern      | Belarus, Griechenland, Irland, Malta, Schweden, Spanien                                       |
| 5      | Israel      | Frankreich, Finnland, Österreich, San Marino, Tschechien                                      |
| 4      | Deutschland | Dänemark, Niederlande, Norwegen, Schweiz                                                      |
| 3      | Estland     | Mazedonien, Moldau, Portugal                                                                  |
| 1      | Albanien    | Aserbaidschan                                                                                 |
| 1      | Dänemark    | Ungarn                                                                                        |
| 1      | Frankreich  | Ukraine                                                                                       |
| 1      | Italien     | Albanien                                                                                      |
| 1      | Litauen     | Kroatien                                                                                      |
| 1      | Moldau      | Russland                                                                                      |
| 1      | Norwegen    | Italien                                                                                       |
| 1      | Serbien     | Montenegro                                                                                    |

#### Zuschauer

Punkte des Televotings für das Gewinnerlied aus Israel

| Anzahl | Land        | erhalten von                                                                          |
| ------ | ----------- | ------------------------------------------------------------------------------------- |
| 8      | Israel      | Aserbaidschan, Australien, Frankreich, Georgien, Moldau, San Marino, Spanien, Ukraine |
| 5      | Litauen     | Estland, Irland, Lettland, Norwegen, Vereinigtes Königreich                           |
| 4      | Serbien     | Kroatien, Montenegro, Schweiz, Slowenien                                              |
| 3      | Dänemark    | Island, Schweden, Ungarn                                                              |
| 3      | Italien     | Albanien, Deutschland, Malta                                                          |
| 3      | Ukraine     | Belarus, Polen, Tschechien                                                            |
| 3      | Zypern      | Armenien, Bulgarien, Griechenland                                                     |
| 2      | Albanien    | Mazedonien, Italien                                                                   |
| 2      | Deutschland | Dänemark, Niederlande                                                                 |
| 2      | Estland     | Finnland, Litauen                                                                     |
| 2      | Moldau      | Rumänien, Russland                                                                    |
| 2      | Tschechien  | Israel, Österreich                                                                    |
| 1      | Bulgarien   | Zypern                                                                                |
| 1      | Niederlande | Belgien                                                                               |
| 1      | Spanien     | Portugal                                                                              |
| 1      | Ungarn      | Serbien                                                                               |

### Punktesprecher
Die Punktesprecher geben die Ergebnisse der Juryabstimmung ihrer Länder bekannt. Folgende Reihenfolge wurde durch die EBU festgelegt.
| Nr. | Land                   | Punktesprecher               | Anmerkungen                                                                   |
| --- | ---------------------- | ---------------------------- | ----------------------------------------------------------------------------- |
| 01  | Ukraine                | Natalija Schyschtschenko     | Pausenfüller im Finale 2017                                                   |
| 02  | Aserbaidschan          | Tural Asadov                 | Punktesprecher 2015–2017                                                      |
| 03  | Belarus                | NAVI                         | Teilnehmer für Belarus 2017                                                   |
| 04  | San Marino             | John Kennedy O’Connor        | Punktesprecher 2013                                                           |
| 05  | Niederlande            | O’G3NE                       | Teilnehmerinnen für die Niederlande 2017                                      |
| 06  | Mazedonien             | Jana Burčeska                | Teilnehmerin für Mazedonien 2017                                              |
| 07  | Malta                  | Lara Azzopardi               | Maltesische Moderatorin                                                       |
| 08  | Georgien               | Tamara Gatschetschiladse     | Teilnehmerin für Georgien 2017                                                |
| 09  | Spanien                | Nieves Álvarez               | Punktesprecherin 2017                                                         |
| 10  | Österreich             | Kati Bellowitsch             | Punktesprecherin 2011–2016                                                    |
| 11  | Dänemark               | Ulla Essendrop               | Punktesprecherin 2016 und 2017                                                |
| 12  | Vereinigtes Königreich | Mel Giedroyc                 | Moderatorin des britischen Vorentscheids 2016–2018                            |
| 13  | Schweden               | Felix Sandman                | Zweitplatzierter beim Melodifestivalen 2018                                   |
| 14  | Lettland               | Dagmāra Legante              | Moderatorin des lettischen Vorentscheids 2018                                 |
| 15  | Albanien               | Andri Xhahu                  | Punktesprecher 2012–2017                                                      |
| 16  | Kroatien               | Uršula Tolj                  | Punktesprecherin 2013 und 2017                                                |
| 17  | Irland                 | Nicky Byrne                  | Teilnehmer für Irland 2016, Punktesprecher 2013–2015, 2017                    |
| 18  | Rumänien               | Sonia Argint-Ionescu         | Punktesprecherin 2013–2015, 2017                                              |
| 19  | Tschechien             | Radka Rosická                | Punktesprecherin 2017                                                         |
| 20  | Island                 | Edda Sif Pálsdóttir          | Isländisches Model                                                            |
| 21  | Moldau                 | Djulieta Ardovan             | Moldauische Moderatorin und Schauspielerin                                    |
| 22  | Belgien                | Danira Boukhriss Terkessidis | Belgische Sängerin                                                            |
| 23  | Norwegen               | JOWST & Aleksander Walmann   | Teilnehmer für Norwegen 2017                                                  |
| 24  | Frankreich             | Élodie Gossuin               | Punktesprecherin 2016 und 2017                                                |
| 25  | Italien                | Giulia Valentina             | Punktesprecherin 2017                                                         |
| 26  | Australien             | Ricardo Goncalves            | Australisch-Portugiesischer Moderator und Schauspieler                        |
| 27  | Estland                | Ott Evestus                  | Teilnehmer des estnischen Vorentscheids Eesti Laul 2018                       |
| 28  | Serbien                | Dragana Kosjerina            | Moderatorin des serbischen Vorentscheids Beovizija 2018                       |
| 29  | Zypern                 | Hovig                        | Teilnehmer für Zypern 2017                                                    |
| 30  | Armenien               | Arsen Grigorjan              | Teilnehmer des armenischen Vorentscheids Depi Evratesil 2018                  |
| 31  | Bulgarien              | Joanna Dragneva              | Teilnehmerin für Bulgarien 2008, Punktesprecherin 2009 und 2013               |
| 32  | Griechenland           | Olina Xenopoulou             | Griechische Schauspielerin                                                    |
| 33  | Ungarn                 | Bence Forró                  | Co-Moderator des ungarischen Vorentscheids 2018                               |
| 34  | Montenegro             | Nataša Šotra                 | Montenegrinische Moderatorin                                                  |
| 35  | Deutschland            | Barbara Schöneberger         | Punktesprecherin 2015–2017, Moderatorin des deutschen Vorentscheids 2014–2017 |
| 36  | Finnland               | ABREU                        | Finnische Sängerin                                                            |
| 37  | Russland               | Alsou                        | Teilnehmerin für Russland 2000, Punktesprecherin 2013 und 2014                |
| 38  | Schweiz                | Leticia Carvalho             | Portugiesisch-Schweizerische Sängerin                                         |
| 39  | Israel                 | Lucy Ayoub                   | Israelische Schauspielerin                                                    |
| 40  | Polen                  | Mateusz Szymkowiak           | Polnischer Sänger und Musikproduzent                                          |
| 41  | Litauen                | Eglė Daugėlaitė              | Punktesprecherin 2017                                                         |
| 42  | Slowenien              | Amaya                        | Teilnehmerin für Slowenien 2011                                               |
| 43  | Portugal               | Pedro Fernandes              | Portugiesischer Schauspieler und Moderator                                    |

### Marcel-Bezençon-Preis
Die diesjährigen Gewinner des seit 2002 verliehenen Marcel-Bezençon-Preises sind:
- Presse-Preis für den besten Song:  Frankreich – Mercy – Madame Monsieur
- Künstler-Preis für den besten Künstler:  Zypern – Eleni Foureira – Fuego
- Komponisten-Preis für die beste Komposition/Text:  Bulgarien – Borislaw Milanow, Treyshun Campbell, Joacim Persson, Dag Lundberg – Equinox – Bones

## Absagen

### Absagen und damit keine Rückkehr zum ESC
| Land                    | Grund und Bemerkung | letztmalige Teilnahme |
| ----------------------- | --- | --------------------- |
| Andorra                 | Am 14. Mai 2017 bestätigte RTVA, dass Andorra auch 2018 wegen der fehlenden personellen und finanziellen Möglichkeiten nicht zum ESC zurückkehren wird. | 2009                  |
| Bosnien und Herzegowina | Die bosnische Rundfunkanstalt BHRT gab am 14. August 2017 bekannt, dass es unwahrscheinlich sei, dass man 2018 teilnehmen werde. Auch wenn es eine geregelte Einnahmequelle beim Sender gebe, blieben dennoch hohe Schulden zurück, welche zuerst beseitigt werden müssten. Am 18. September 2017 gab BHRT schließlich bekannt, dass Bosnien und Herzegowina 2018 nicht in Lissabon teilnehmen wird. | 2016                  |
| Luxemburg               | Am 22. Mai 2017 sagte RTL wegen der niedrigen Siegchance und etwaiger hoher Austragungskosten für 2018 ab. | 1993                  |
| Marokko                 | Da Marokko nicht auf der offiziellen Teilnehmerliste steht, kehrt das nordafrikanische Land auch 2018 nicht zurück. | 1980                  |
| Monaco                  | TMC gab am 28. Mai 2017 bekannt, dass man auch 2018 nicht zurückkehren werde. | 2006                  |
| Slowakei                | Am 11. September 2017 gab RTVS bekannt, dass man auch 2018 nicht zurückkehren werde. Ein konkreter Grund wurde, wie auch schon in den letzten Jahren, nicht genannt. | 2012                  |
| Türkei                  | Am 7. August 2017 bestätigte der stellvertretende türkische Ministerpräsident und Regierungssprecher Bekir Bozdağ, dass die Türkei 2018 nicht zum ESC zurückkehren wird. Gerüchte über eine mögliche Rückkehr kamen auf, nachdem die türkische Sängerin Sertab Erener, Gewinnerin des ESC 2003, am 13. Juli 2017 in einem Instagram-Livestream bekannt gab, dass die Türkei 2018 zum ESC zurückkehren würde. Zudem gab der türkische Sänger Sinan Akçıl bekannt, dass er gerne zusammen mit der rumänischen Sängerin Otilla die Türkei 2018 beim ESC vertreten würde. | 2012                  |

### Absagen und damit kein Debüt beim ESC
| Land          | Grund und Bemerkung |
| ------------- | --- |
| Kasachstan    | Der Sender Khabar erlangte bereits 2016 die assoziierte Mitgliedschaft bei der EBU. Nach einer Regeländerung dürfen nun auch assoziierte Mitglieder, wenn sie von der EBU eingeladen werden, am ESC teilnehmen. Allerdings befindet sich Kasachstan nicht auf der offiziellen Teilnahmeliste. |
| Kosovo        | Der kosovarische Staatssender RTK gab bekannt, dass das Land zum ersten Mal am Eurovision Song Contest teilnimmt, wenn ein Land gewinnt, welches die Republik Kosovo als unabhängigen Staat anerkannt hat. Da Portugal den Kosovo anerkannt hat, bestand gemäß den EBU-Richtlinien die Möglichkeit, dass der Kosovo 2018 zum ersten Mal am ESC teilnehmen wird. Am 27. September 2017 gab der Sender allerdings bekannt, dass der Kosovo auch 2018 nicht debütieren werde. Wie die EBU dem Sender mitteilte, müsse der Kosovo Mitglied der Vereinten Nationen (UN) sein, um teilnehmen zu können. RTK äußerte daraufhin Unverständnis, galt eine UN-Mitgliedschaft doch bislang lediglich als Bedingung für eine EBU-Mitgliedschaft, nicht jedoch für eine ESC-Teilnahme. Der Sender will aber trotz dieser Absage in Zukunft weiterhin versuchen, am ESC teilzunehmen. |
| Libanon       | Seit dem gescheiterten Teilnahmeversuch 2005 und der daraufhin verhängten dreijährigen ESC-Sperre bekundete der libanesische Staatssender Télé Liban keine weiteren Teilnahmebestrebungen, sodass man auch 2018 nicht auf der offiziellen Teilnehmerliste steht. |
| Liechtenstein | 1 FL TV gab am 1. September 2017 bekannt, dass man auch 2018 nicht debütieren werde. Derzeit ist der Sender weder ein aktives Mitglied der EBU, noch sind die finanziellen Mittel vorhanden, um eine Teilnahme zu ermöglichen. Wie am 4. November 2017 bekannt gegeben wurde, plant Liechtenstein sein Debüt beim Eurovision Song Contest 2019. Zu diesem Zwecke seien bereits Vorbereitungen bezüglich der EBU-Mitgliedschaft im Gange und auch die erforderliche Finanzierung sei bis 2019 gewährleistet. |

## Übertragung

### Zuschauerzahl
Der Wettbewerb 2018 wurde von insgesamt 186 Millionen Zuschauern verfolgt und damit von 6 Millionen mehr als 2017. Der Marktanteil lag mit 35,8 % ähnlich hoch wie schon in den letzten Jahren.

### Deutschsprachige Länder

#### Deutschland
In diesem Jahr wurden die beiden Halbfinale einzig und allein auf One mit Kommentar von Peter Urban übertragen. Die Vor- und Nachberichte zum Finale wurden von Das Erste und von One übertragen. Moderiert wurden diese Berichte von Barbara Schöneberger vom Public Viewing am Spielbudenplatz in Hamburg. Die Finalsendung wurde dann mit Kommentar von Peter Urban auf Das Erste, One und Deutsche Welle übertragen. Es ist das zweite Jahr in Folge, dass Deutsche Welle das Finale weltweit für deutschsprachige Zuschauer im Ausland überträgt. Anders als 2017 wurden aber nicht die Halbfinale übertragen. Alle drei Liveshows wurden außerdem im Internet auf eurovision.de live übertragen.
In der Spitze verfolgten 8,89 Millionen Zuschauer den Auftritt Michael Schultes im Ersten.
| Datum        | Sendung                | Uhrzeit   | Fernsehsender | Moderation/Kommentar                                            | Zuschauer                             | Zuschauer             | Marktanteil | Marktanteil                  |
| Datum        | Sendung                | Uhrzeit   | Fernsehsender | Moderation/Kommentar                                            | Gesamt                                | 14 bis 49 Jahre       | Gesamt      | 14 bis 49 Jahre              |
| ------------ | ---------------------- | --------- | ------------- | --------------------------------------------------------------- | ------------------------------------- | --------------------- | ----------- | ---------------------------- |
| 08. Mai 2018 | Erstes Halbfinale      | 21:00 Uhr | [ 76 ]        | Kommentator: Peter Urban                                        | 0,39 Mio.                             | 0,18 Mio.             | 1,6 %       | 2,3 %                        |
| 10. Mai 2018 | Zweites Halbfinale     | 21:00 Uhr | [ 76 ]        | Kommentator: Peter Urban                                        | 0,47 Mio.                             |                       | 1,8 %       | 2,6 %                        |
| 12. Mai 2018 | Countdown für Lissabon | 20:15 Uhr |               | Moderation: Barbara Schöneberger                                | 4,05 Mio.                             |                       | 16,6 %      | 23,7 %                       |
| 12. Mai 2018 | Finale aus Lissabon    | 21:00 Uhr |               | Kommentator: Peter Urban Punktesprecherin: Barbara Schöneberger | 7,71 Mio. (Das Erste) 0,50 Mio. (One) | 3,40 Mio. (Das Erste) | 33,3 %      | 42 % (Das Erste) 2,8 % (One) |
| 12. Mai 2018 | Grand Prix Party       | 00:30 Uhr |               | Moderation: Barbara Schöneberger                                | 2,47 Mio.                             |                       | 27,2 %      | 28,1 %                       |

#### Österreich
| Datum        | Sendung                                                     | Uhrzeit   | Fernsehsender                                              | Moderation/Kommentar  | Zuschauer  | Zuschauer       | Marktanteil | Marktanteil     |
| Datum        | Sendung                                                     | Uhrzeit   | Fernsehsender                                              | Moderation/Kommentar  | Gesamt     | 12 bis 49 Jahre | Gesamt      | 12 bis 49 Jahre |
| ------------ | ----------------------------------------------------------- | --------- | ---------------------------------------------------------- | --------------------- | ---------- | --------------- | ----------- | --------------- |
| 08. Mai 2018 | Mr. Song Contest proudly presents                           | 20:15 Uhr |                                                            | Moderator: Andi Knoll | 0,338 Mio. |                 | 13 %        |                 |
| 08. Mai 2018 | Erstes Halbfinale                                           | 21:00 Uhr | Kommentator: Andi Knoll                                    | 0,551 Mio.            |            | 32 %            |             |                 |
| 10. Mai 2018 | Mr. Song Contest proudly presents                           | 20:15 Uhr | Moderator: Andi Knoll                                      | 0,276 Mio.            |            | 10 %            |             |                 |
| 10. Mai 2018 | Zweites Halbfinale                                          | 21:00 Uhr | Kommentator: Andi Knoll                                    | 0,422 Mio.            |            | 20 %            |             |                 |
| 12. Mai 2018 | Dritte und letzte Folge – Mr. Song Contest proudly presents | 20:15 Uhr | Moderator: Andi Knoll                                      | 0,458 Mio.            |            | 19 %            |             |                 |
| 12. Mai 2018 | Finale                                                      | 21:00 Uhr | Kommentator: Andi Knoll Punktesprecherin: Kati Bellowitsch | 1,015 Mio.            |            | 42 %            |             |                 |

#### Schweiz
| Datum        | Sendung                            | Uhrzeit   | Fernsehsender                                                       | Moderation/Kommentar                            | Sprache     | Zuschauer  | Zuschauer       | Marktanteil | Marktanteil     |
| Datum        | Sendung                            | Uhrzeit   | Fernsehsender                                                       | Moderation/Kommentar                            | Sprache     | Gesamt     | 15 bis 59 Jahre | Gesamt      | 15 bis 59 Jahre |
| ------------ | ---------------------------------- | --------- | ------------------------------------------------------------------- | ----------------------------------------------- | ----------- | ---------- | --------------- | ----------- | --------------- |
| 08. Mai 2018 | Erstes Halbfinale                  | 21:00 Uhr |                                                                     | Kommentator: Sven Epiney                        | Deutsch     | 0,122 Mio. | 0,071 Mio.      | 10,1 %      | 10,3 %          |
| 08. Mai 2018 | Erstes Halbfinale                  | 21:00 Uhr |                                                                     | Kommentatorin: Clarissa Tami                    | Italienisch |            |                 |             |                 |
| 10. Mai 2018 | Destino Lisboa                     | 20:10 Uhr |                                                                     |                                                 | Deutsch     | 0,059 Mio. | 0,045 Mio.      | 3,6 %       | 5,2 %           |
| 10. Mai 2018 | Zweites Halbfinale                 | 21:00 Uhr | Kommentator: Sven Epiney                                            | 0,089 Mio.                                      | Deutsch     | 0,056 Mio. | 6,8 %           | 7,3 %       |                 |
| 12. Mai 2018 | Aeschbacher Spezial – aus Lissabon | 20:10 Uhr |                                                                     | Moderator: Kurt Aeschbacher                     | Deutsch     | 0,200 Mio. | 0,056 Mio.      | 16,7 %      | 9,2 %           |
| 12. Mai 2018 | Finale                             | 21:00 Uhr | Kommentator: Sven Epiney Zweikanalton: Stefan Büsser, Jonny Fischer | 0,234 Mio.                                      | Deutsch     | 0,149 Mio. | 23,1 %          | 23,9 %      |                 |
| 12. Mai 2018 | Finale                             | 21:00 Uhr |                                                                     | Kommentator: Jean-Marc Richard & Nicolas Tanner | Französisch |            |                 |             |                 |
| 12. Mai 2018 | Finale                             | 21:00 Uhr |                                                                     | Kommentatorin: Clarissa Tami                    | Italienisch |            |                 |             |                 |

### Andere Länder

#### Fernsehübertragung
| Land                      | Erstes Halbfinale                                                                      | Erstes Halbfinale                               | Zweites Halbfinale                                                                     | Zweites Halbfinale                              | Finale                                                                                 | Finale                                          |
| Land                      | Sender                                                                                 | Moderation/Kommentar                            | Sender                                                                                 | Moderation/Kommentar                            | Sender                                                                                 | Moderation/Kommentar                            |
| Teilnehmende Länder       | Teilnehmende Länder                                                                    | Teilnehmende Länder                             | Teilnehmende Länder                                                                    | Teilnehmende Länder                             | Teilnehmende Länder                                                                    | Teilnehmende Länder                             |
| ------------------------- | -------------------------------------------------------------------------------------- | ----------------------------------------------- | -------------------------------------------------------------------------------------- | ----------------------------------------------- | -------------------------------------------------------------------------------------- | ----------------------------------------------- |
| Albanien                  | RTSH 1, RTSH Muzikë                                                                    | Andri Xhahu                                     | RTSH 1, RTSH Muzikë                                                                    | Andri Xhahu                                     | RTSH 1, RTSH Muzikë                                                                    | Andri Xhahu                                     |
| Armenien                  | ARMTV                                                                                  | Avet Barseghyan & Felix Khachatryan             | ARMTV                                                                                  | Avet Barseghyan & Felix Khachatryan             | ARMTV                                                                                  | Avet Barseghyan & Felix Khachatryan             |
| Aserbaidschan             | İTV                                                                                    | Azer Suleymanli                                 | İTV                                                                                    | Azer Suleymanli                                 | İTV                                                                                    | Azer Suleymanli                                 |
| Australien                | SBS One                                                                                | Myf Warhurst & Joel Creasey                     | SBS One                                                                                | Myf Warhurst & Joel Creasey                     | SBS One                                                                                | Myf Warhurst & Joel Creasey                     |
| Belarus                   | Belarus 1, Belarus 24                                                                  | Evgeny Perlin                                   | Belarus 1, Belarus 24                                                                  | Evgeny Perlin                                   | Belarus 1, Belarus 24                                                                  | Evgeny Perlin                                   |
| Belgien                   | Eén                                                                                    | Peter Van de Veire (Niederländisch)             | Eén                                                                                    | Peter Van de Veire (Niederländisch)             | Eén                                                                                    | Peter Van de Veire (Niederländisch)             |
| Belgien                   | La Une                                                                                 | Maureen Louys & Jean-Louis Lahaye (Französisch) | La Une                                                                                 | Maureen Louys & Jean-Louis Lahaye (Französisch) | La Une                                                                                 | Maureen Louys & Jean-Louis Lahaye (Französisch) |
| Bulgarien                 | BNT 1                                                                                  | Elena Rosberg & Georgi Kushvaliev               | BNT 1                                                                                  | Elena Rosberg & Georgi Kushvaliev               | BNT 1                                                                                  | Elena Rosberg & Georgi Kushvaliev               |
| Dänemark                  | DR1                                                                                    | Ole Tøpholm                                     | DR1                                                                                    | Ole Tøpholm                                     | DR1                                                                                    | Ole Tøpholm                                     |
| Estland                   | ETV                                                                                    | Marko Reikop (Estnisch)                         | ETV                                                                                    | Marko Reikop (Estnisch)                         | ETV                                                                                    | Marko Reikop (Estnisch)                         |
| Estland                   | ETV+                                                                                   | Julii Kalenda & Aleksandr Hobotov (Russisch)    | ETV+                                                                                   | Julii Kalenda & Aleksandr Hobotov (Russisch)    | ETV+                                                                                   | Julii Kalenda u. Aleksandr Hobotov (Russisch)   |
| Finnland                  | Yle TV2, TV Finland                                                                    | Mikko Silvennoinen (Finnisch)                   | Yle TV2, TV Finland                                                                    | Mikko Silvennoinen & Saara Aalto (Finnisch)     | Yle TV2, TV Finland                                                                    | Mikko Silvennoinen (Finnisch)                   |
| Finnland                  | Yle TV2                                                                                | Johan Lindroos & Eva Frantz (Schwedisch)        | Yle TV2                                                                                | Johan Lindroos & Eva Frantz (Schwedisch)        | Yle TV2                                                                                | Johan Lindroos & Eva Frantz (Schwedisch)        |
| Frankreich                | France 4                                                                               | Christophe Willem & André Manoukian             | France 4                                                                               | Christophe Willem & André Manoukian             | France 2                                                                               | Christophe Willem, Stéphane Bern & Alma         |
| Georgien                  | SSM                                                                                    | Demetre Ergemlidze                              | SSM                                                                                    | Demetre Ergemlidze                              | SSM                                                                                    | Demetre Ergemlidze                              |
| Griechenland              | ERT1, ERT HD, ERT World, ERA 2, Voice of Greece                                        | Alexander Lizardos & Daphne Skalioni            | ERT1, ERT HD, ERT World, ERA 2, Voice of Greece                                        | Alexander Lizardos & Daphne Skalioni            | ERT1, ERT HD, ERT World, ERA 2, Voice of Greece                                        | Alexander Lizardos & Daphne Skalioni            |
| Island                    | RÚV                                                                                    | Gísli Marteinn Baldursson                       | RÚV                                                                                    | Gísli Marteinn Baldursson                       | RÚV                                                                                    | Gísli Marteinn Baldursson                       |
| Irland                    | RTÉ Two                                                                                | Marty Whelan                                    | RTÉ Two                                                                                | Marty Whelan                                    | RTÉ One                                                                                | Marty Whelan                                    |
| Israel                    | Kan 11                                                                                 | Asaf Liberman & Shir Reuven                     | Kan 11                                                                                 | Itai Herman & Goel Pint                         | Kan 11                                                                                 | Erez Tal & Idit Hershkowitz                     |
| Italien                   | Rai 4                                                                                  | Carolina Di Domenico & Saverio Raimondo         | Rai 4                                                                                  | Carolina Di Domenico & Saverio Raimondo         | Rai 1                                                                                  | Federico Russo & Serena Rossi                   |
| Kroatien                  | HRT1                                                                                   | Duško Ćurlić                                    | HRT1                                                                                   | Duško Ćurlić                                    | HRT1                                                                                   | Duško Ćurlić                                    |
| Lettland                  | LTV1                                                                                   | Toms Grēviņš                                    | LTV1                                                                                   | Toms Grēviņš                                    | LTV1                                                                                   | Toms Grēviņš & Magnuss Eriņš                    |
| Litauen                   | LRT televizija                                                                         | Darius Užkuraitis & Gerūta Griniūtė             | LRT televizija                                                                         | Darius Užkuraitis & Gerūta Griniūtė             | LRT televizija                                                                         | Darius Užkuraitis & Gerūta Griniūtė             |
| Malta                     | TVM                                                                                    | Kein Kommentar                                  | TVM                                                                                    | Kein Kommentar                                  | TVM                                                                                    | Kein Kommentar                                  |
| Mazedonien                | MRT 1, MRT 2                                                                           | Karolina Petkovska                              | MRT 1, MRT 2                                                                           | Karolina Petkovska                              | MRT 1, MRT 2                                                                           | Karolina Petkovska                              |
| Moldau                    | Moldova 1                                                                              | Djulieta Ardovan                                | Moldova 1                                                                              | Djulieta Ardovan                                | Moldova 1                                                                              | Doina Stimpovschii                              |
| Montenegro                | TVCG 1                                                                                 | Dražen Bauković & Tijana Mišković               | TVCG 1                                                                                 | Dražen Bauković & Tijana Mišković               | TVCG 1                                                                                 | Dražen Bauković & Tijana Mišković               |
| Niederlande               | NPO 1, BVN                                                                             | Cornald Maas & Jan Smit                         | NPO 1, BVN                                                                             | Cornald Maas & Jan Smit                         | NPO 1, BVN                                                                             | Cornald Maas & Jan Smit                         |
| Norwegen                  | NRK1                                                                                   | Olav Viksmo-Slettan                             | NRK1                                                                                   | Olav Viksmo-Slettan                             | NRK1                                                                                   | Olav Viksmo-Slettan                             |
| Norwegen                  | Keine Übertragung                                                                      | Keine Übertragung                               | Keine Übertragung                                                                      | Keine Übertragung                               | NRK3                                                                                   | Ronny Brede Aase, Silje Nordnes & Markus Neby   |
| Polen                     | TVP1, TVP Polonia                                                                      | Artur Orzech                                    | TVP1, TVP Polonia                                                                      | Artur Orzech                                    | TVP1, TVP Polonia                                                                      | Artur Orzech                                    |
| Portugal                  | RTP1, RTP África, RTP Internacional, RTP Internacional América, RTP Internacional Ásia | Nuno Galopim & Hélder Reis                      | RTP1, RTP África, RTP Internacional, RTP Internacional América, RTP Internacional Ásia | Nuno Galopim & Hélder Reis                      | RTP1, RTP África, RTP Internacional, RTP Internacional América, RTP Internacional Ásia | Nuno Galopim & Hélder Reis                      |
| Rumänien                  | TVR 1, TVR HD, TVRi                                                                    | Liliana Ștefan & Radu Andrei Tudor              | TVR 1, TVR HD, TVRi                                                                    | Liliana Ștefan & Radu Andrei Tudor              | TVR 1, TVR HD, TVRi                                                                    | Liliana Ștefan & Radu Andrei Tudor              |
| Russland                  | Perwy kanal                                                                            | Yuriy Aksuta & Yana Churikova                   | Perwy kanal                                                                            | Yuriy Aksuta & Yana Churikova                   | Perwy kanal                                                                            | Yuriy Aksuta & Yana Churikova                   |
| San Marino                | SMRTV                                                                                  | Lia Fiorio & Gigi Restivo                       | SMRTV                                                                                  | Lia Fiorio & Gigi Restivo                       | SMRTV                                                                                  | Lia Fiorio & Gigi Restivo                       |
| Schweden                  | SVT 1                                                                                  | Sanna Nielsen & Edward af Sillén                | SVT 1                                                                                  | Sanna Nielsen & Edward af Sillén                | SVT 1                                                                                  | Sanna Nielsen & Edward af Sillén                |
| Schweden                  | SVT24                                                                                  | Gebärdensprache                                 | SVT24                                                                                  | Gebärdensprache                                 | SVT24                                                                                  | Gebärdensprache                                 |
| Serbien                   | RTS 1, RTS HD, RTS Svet, RTS Planeta                                                   | Silvana Grujić & Tamara Petković                | RTS 1, RTS HD, RTS Svet, RTS Planeta                                                   | Duška Vučinić-Lučić                             | RTS 1, RTS HD, RTS Svet, RTS Planeta                                                   | Duška Vučinić-Lučić                             |
| Slowenien                 | RTV SLO2                                                                               | Andrej Hofer                                    | RTV SLO2                                                                               | Andrej Hofer                                    | RTV SLO1                                                                               | Andrej Hofer                                    |
| Spanien                   | La 2                                                                                   | Tony Aguilar & Julia Varela                     | La 2                                                                                   | Tony Aguilar & Julia Varela                     | La 1                                                                                   | Tony Aguilar & Julia Varela                     |
| Tschechien                | ČT2                                                                                    | Libor Bouček                                    | ČT2                                                                                    | Libor Bouček                                    | ČT1                                                                                    | Libor Bouček                                    |
| Ukraine                   | UA:Perschyj                                                                            | Timur Miroschnytschenko & Marija Jaremtschuk    | UA:Perschyj                                                                            | Timur Miroschnytschenko & Alyosha               | UA:Perschyj                                                                            | Timur Miroschnytschenko & Jamala                |
| Ukraine                   | STB                                                                                    | Serhiy Prytula                                  | STB                                                                                    | Serhiy Prytula                                  | STB                                                                                    | Serhiy Prytula                                  |
| Ungarn                    | Duna                                                                                   | Freddie & Kriszta Rátonyi                       | Duna                                                                                   | Freddie & Kriszta Rátonyi                       | Duna                                                                                   | Freddie & Kriszta Rátonyi                       |
| Vereinigtes Königreich    | BBC Four                                                                               | Rylan Clark-Neal & Scott Mills                  | BBC Four                                                                               | Rylan Clark-Neal & Scott Mills                  | BBC One                                                                                | Graham Norton                                   |
| Zypern                    | CyBC                                                                                   | Costas Constantinou & Vaso Kominou              | CyBC                                                                                   | Costas Constantinou & Vaso Kominou              | CyBC                                                                                   | Costas Constantinou & Vaso Kominou              |
| Nicht teilnehmende Länder |                                                                                        |                                                 |                                                                                        |                                                 |                                                                                        |                                                 |
| Kasachstan                | Khabar                                                                                 | Kaldybek Zhaysanbay & Diana Snegina             | Khabar                                                                                 | Kaldybek Zhaysanbay & Diana Snegina             | Khabar                                                                                 | Kaldybek Zhaysanbay & Diana Snegina             |
| Vereinigte Staaten        | Logo                                                                                   | Ross Mathews & Shangela                         | Logo                                                                                   | Ross Mathews & Shangela                         | Logo                                                                                   | Ross Mathews & Shangela                         |

#### Radioübertragung
| Land                      | Erstes Halbfinale                                           | Erstes Halbfinale                         | Zweites Halbfinale                                          | Zweites Halbfinale                        | Finale                                                      | Finale                                                                        |
| Land                      | Sender                                                      | Moderation/Kommentar                      | Sender                                                      | Moderation/Kommentar                      | Sender                                                      | Moderation/Kommentar                                                          |
| Teilnehmende Länder       | Teilnehmende Länder                                         | Teilnehmende Länder                       | Teilnehmende Länder                                         | Teilnehmende Länder                       | Teilnehmende Länder                                         | Teilnehmende Länder                                                           |
| ------------------------- | ----------------------------------------------------------- | ----------------------------------------- | ----------------------------------------------------------- | ----------------------------------------- | ----------------------------------------------------------- | ----------------------------------------------------------------------------- |
| Albanien                  | Radio Tirana 1                                              | Andri Xhahu                               | Radio Tirana 1                                              | Andri Xhahu                               | Radio Tirana 1                                              | Andri Xhahu                                                                   |
| Armenien                  | Armenischer Nationaler Rundfunk                             | Avet Barseghyan & Felix Khachatryan       | Armenischer Nationaler Rundfunk                             | Avet Barseghyan & Felix Khachatryan       | Armenischer Nationaler Rundfunk                             | Avet Barseghyan & Felix Khachatryan                                           |
| Australien                | SBS Radio                                                   | Myf Warhurst & Joel Creasey               | SBS Radio                                                   | Myf Warhurst & Joel Creasey               | SBS Radio                                                   | Myf Warhurst & Joel Creasey                                                   |
| Estland                   | Raadio 2                                                    | Mart Juur & Andrus Kivirähk               | Keine Übertragung                                           | Keine Übertragung                         | Raadio 2                                                    | Mart Juur & Andrus Kivirähk                                                   |
| Finnland                  | Yle Radio Suomi                                             | Anna Keränen (Finnisch)                   | Yle Radio Suomi                                             | Anna Keränen (Finnisch)                   | Yle Radio Suomi                                             | Anna Keränen, Aija Puurtinen, Sami Sykkö (Finnisch)                           |
| Finnland                  | Yle X3M                                                     | Johan Lindroos & Eva Frantz (Schwedisch)  | Yle X3M                                                     | Johan Lindroos & Eva Frantz (Schwedisch)  | Yle X3M                                                     | Johan Lindroos & Eva Frantz (Schwedisch)                                      |
| Irland                    | RTÉ Radio 1                                                 | Neil Doherty & Zbyszek Zalinski           | Keine Übertragung                                           | Keine Übertragung                         | RTÉ Radio 1                                                 | Neil Doherty & Zbyszek Zalinski                                               |
| Island                    | Rás 2                                                       | Gísli Marteinn Baldursson                 | Keine Übertragung                                           | Keine Übertragung                         | Rás 2                                                       | Gísli Marteinn Baldursson                                                     |
| Italien                   | Keine Übertragung                                           | Keine Übertragung                         | Keine Übertragung                                           | Keine Übertragung                         | Rai Radio 2                                                 | Carolina Di Domenico & Ema Stokholma                                          |
| Litauen                   | LRT Radijas                                                 | Darius Užkuraitis & Gerūta Griniūtė       | LRT Radijas                                                 | Darius Užkuraitis & Gerūta Griniūtė       | LRT Radijas                                                 | Darius Užkuraitis & Gerūta Griniūtė                                           |
| Moldau                    | Radio Moldova, Radio Moldova Muzical, Radio Moldova Tineret | Djulieta Ardovan                          | Radio Moldova, Radio Moldova Muzical, Radio Moldova Tineret | Djulieta Ardovan                          | Radio Moldova, Radio Moldova Muzical, Radio Moldova Tineret | Doina Stimpovschii                                                            |
| Norwegen                  | Keine Übertragung                                           | Keine Übertragung                         | Keine Übertragung                                           | Keine Übertragung                         | NRK P1                                                      | Ole Christian Øen                                                             |
| San Marino                | Radio San Marino                                            | Lia Fiorio & Gigi Restivo                 | Radio San Marino                                            | Lia Fiorio & Gigi Restivo                 | Radio San Marino                                            | Lia Fiorio & Gigi Restivo                                                     |
| Schweden                  | Sveriges Radio P4                                           | Carolina Norén & Björn Kjellman           | Sveriges Radio P4                                           | Carolina Norén & Björn Kjellman           | Sveriges Radio P4                                           | Carolina Norén & Björn Kjellman                                               |
| Slowenien                 | Keine Übertragung                                           | Keine Übertragung                         | VAL202                                                      | Andrej Hofer                              | VAL202                                                      | Andrej Hofer                                                                  |
| Vereinigtes Königreich    | Keine Übertragung                                           | Keine Übertragung                         | Keine Übertragung                                           | Keine Übertragung                         | BBC Radio 2                                                 | Ken Bruce                                                                     |
| Nicht teilnehmende Länder |                                                             |                                           |                                                             |                                           |                                                             |                                                                               |
| Slowakei                  | Keine Übertragung                                           | Keine Übertragung                         | Keine Übertragung                                           | Keine Übertragung                         | Rádio FM                                                    | Daniel Baláž, Pavol Hubinák, Juraj Malíček, Ela Tolstová & Celeste Buckingham |
| Vereinigte Staaten        | WJFD 97.3 FM                                                | Ewan Spence & Lisa-Jayne Lewis (Englisch) | WJFD 97.3 FM                                                | Ewan Spence & Lisa-Jayne Lewis (Englisch) | WJFD 97.3 FM                                                | Ewan Spence & Lisa-Jayne Lewis (Englisch)                                     |
| Vereinigte Staaten        | WJFD 97.3 FM                                                | Ana Filipa Rosa (Portugiesisch)           | WJFD 97.3 FM                                                | Ana Filipa Rosa (Portugiesisch)           | WJFD 97.3 FM                                                | Ana Filipa Rosa (Portugiesisch)                                               |

#### Internetübertragung
| Land                      | Erstes Halbfinale   | Erstes Halbfinale                          | Zweites Halbfinale  | Zweites Halbfinale            | Finale              | Finale                        |
| Land                      | Sender              | Moderation/Kommentar                       | Sender              | Moderation/Kommentar          | Sender              | Moderation/Kommentar          |
| Teilnehmende Länder       | Teilnehmende Länder | Teilnehmende Länder                        | Teilnehmende Länder | Teilnehmende Länder           | Teilnehmende Länder | Teilnehmende Länder           |
| ------------------------- | ------------------- | ------------------------------------------ | ------------------- | ----------------------------- | ------------------- | ----------------------------- |
| Italien                   | RaiPlay             | Federico Russo & Serena Rossi              | RaiPlay             | Federico Russo & Serena Rossi | RaiPlay             | Federico Russo & Serena Rossi |
| Nicht teilnehmende Länder |                     |                                            |                     |                               |                     |                               |
| Volksrepublik China       | Hunan TV            | Kein Kommentar, nur chinesische Untertitel | Keine Übertragung   | Keine Übertragung             | Keine Übertragung   | Keine Übertragung             |

## Eurovision Preview Partys
Jedes Jahr gibt es vor dem eigentlichen ESC noch einige Promotion-Events, wo sich die Teilnehmer im Ausland der Presse und den Fans präsentieren. Dazu dienen die Preview Partys (dt.: Vorschau-Feiern), die allerdings keine Pflichtveranstaltung für die Teilnehmer des Eurovision Song Contests darstellt. Dieses Jahr gab es sechs Partys in sechs verschiedenen Ländern, an denen verschiedene Interpreten teilnahmen.

### Eurovision Pre-Party Riga
Die Eurovision Pre-Party Riga fand am 24. März 2018 im Crystal Club in Riga (Lettland) statt. Moderiert wurde das Event von Roberto Meloni, der Lettland beim ESC 2007 und 2008 vertrat. Folgende vier Länder nahmen am Event teil:
- Lettland
- Litauen
- Moldau
- Tschechien

Weitere Gäste waren Markus Riva, der Lettland bereits mehrfach versuchte zu repräsentieren, und Amber, die Malta beim Eurovision Song Contest 2015 vertrat.

### London Eurovision Party
Die London Eurovision Party fand am 5. April 2018 im Café de Paris in London statt. Es war die elfte Ausgabe dieses Events. Folgende 18 Länder nahmen teil:
- Australien
- Bulgarien
- Dänemark
- Deutschland
- Finnland[126]
- Frankreich
- Irland
- Island
- Litauen
- Montenegro
- Österreich
- Polen
- San Marino
- Schweden
- Schweiz
- Spanien
- Tschechien
- Vereinigtes Königreich

Weitere Gäste waren Corinne Hermès, Siegerin für Luxemburg beim Eurovision Song Contest 1983, Stella Mwangi & Alexandra Rotan, die beide zusammen am Melodi Grand Prix 2018 teilnahmen und von denen erstere bereits Norwegen beim Eurovision Song Contest 2011 in Düsseldorf vertrat, Margaret Berger, die Norwegen 2013 beim ESC vertrat, Suzy, die Portugal bereits 2014 beim ESC vertrat, Lucie Jones, die das Vereinigte Königreich 2017 vertrat und Felix Sandman, der beim Melodifestivalen 2018 den zweiten Platz belegte. Eigentlich sollte auch Albanien am Event teilnehmen, allerdings musste der Auftritt von Eugent Bushpepa aufgrund von technischen Problemen abgesagt werden.

### Moscow Eurovision Party
Die Moscow Eurovision Party fand am 7. April 2018 in der Vegas City Hall in Moskau statt. Folgende fünf Länder nahmen teil:
- Armenien
- Aserbaidschan
- Malta
- Moldau
- Russland

Weitere Gäste waren Filipp Kirkorow, der Russland beim Eurovision Song Contest 1995 vertrat, Ivan, der Belarus beim Eurovision Song Contest 2016 vertrat, Dina Garipowa, die Russland beim Eurovision Song Contest 2013 vertrat, Dimitry Koldun, der Belarus beim Eurovision Song Contest 2007 vertrat, Kristian Kostow, der Bulgarien beim Eurovision Song Contest 2017 vertrat, die Tolmachevy Sisters, die Russland beim Eurovision Song Contest 2014 vertraten und Polina Bogusevich, die den Junior Eurovision Song Contest 2017 für Russland gewinnen konnte.

### Israel Calling 2018
Israel Calling 2018 (deutsch Israel ruft 2018) fand vom 8. bis zum 11. April 2018 in Israel statt. Über vier Tage haben die Teilnehmer verschiedene Aktivitäten in Israel ausgeübt, wie zum Beispiel einen Baum zu pflanzen. Am 10. April 2018 fand das Konzert am Rabin Square in Tel Aviv statt, an dem auch Fans und Presse vor Ort waren und alle 25 Teilnehmer ihre Lieder gesungen haben. Moderiert hat dieses Event Galit Gutmann. Folgende Teilnehmer waren mit dabei:
- Armenien
- Aserbaidschan
- Australien
- Belarus
- Belgien
- Dänemark
- Frankreich
- Georgien
- Irland
- Island
- Israel
- Lettland
- Litauen
- Mazedonien
- Moldau
- Montenegro
- Österreich
- Rumänien
- San Marino
- Schweiz
- Serbien
- Slowenien
- Spanien
- Tschechien
- Vereinigtes Königreich

Weitere Gäste beim Konzert waren die Dragqueen Girlgroup Holy Wings, Izhar Cohen, der den Eurovision Song Contest 1978 für Israel gewinnen konnte und erneut 1985 am Eurovision Song Contest teilnahm, sowie Dana International, die den Eurovision Song Contest 1998 für Israel gewinnen konnte und beim Eurovision Song Contest 2011 teilnahm. Eigentlich sollte auch Albanien am Event teilnehmen, allerdings musste der Auftritt von Eugent Bushpepa aufgrund von technischen Problemen abgesagt werden.

### Eurovision In Concert

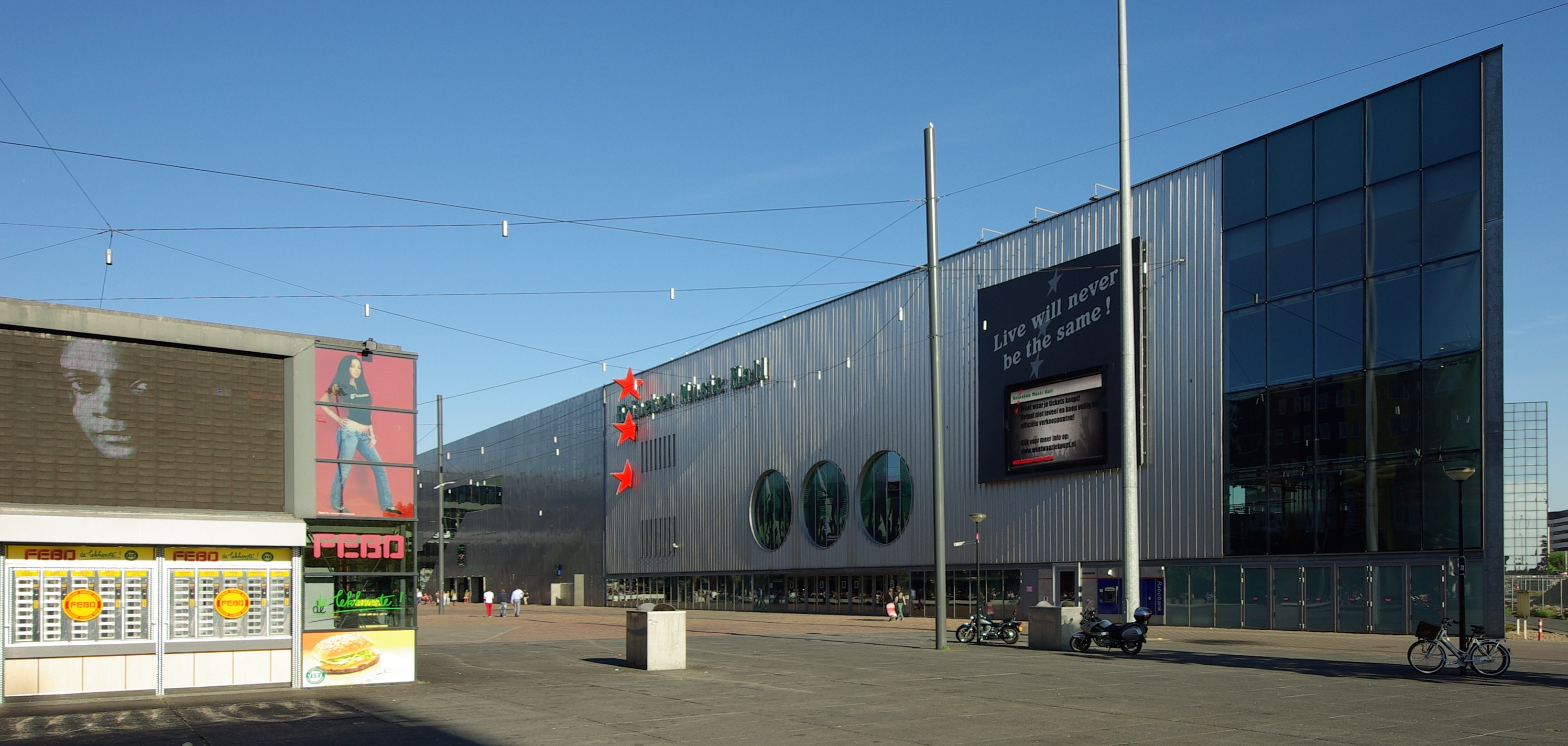
AFAS Live, Austragungsort des Eurovision In Concert

Das Eurovision In Concert fand am 14. April 2018 im AFAS Live, einer Konzerthalle in Amsterdam, die bis zu 5000 Zuschauer fasst, statt. Moderiert haben Edsilia Rombley, die die Niederlande 1998 und 2007 vertrat, und Cornald Maas, der das Event mit Rombley bereits 2015 moderierte. Es ist das am längsten existierende Promotion-Event des ESCs und feierte dieses Jahr sein zehnjähriges Bestehen. Folgende 32 Länder nahmen an diesem Event teil:
- Albanien
- Armenien
- Australien
- Belarus
- Belgien
- Bulgarien
- Dänemark
- Deutschland
- Finnland
- Frankreich
- Irland
- Island
- Israel
- Lettland
- Litauen
- Malta
- Mazedonien
- Moldau
- Montenegro
- Niederlande
- Österreich
- Polen
- San Marino
- Schweden
- Schweiz
- Serbien
- Slowenien
- Spanien
- Tschechien
- Ukraine
- Ungarn
- Vereinigtes Königreich

Als Gast trat außerdem Sandra Kim auf, die für Belgien den Eurovision Song Contest 1986 gewinnen konnte.

### Eurovision Spain Pre-Party 2018

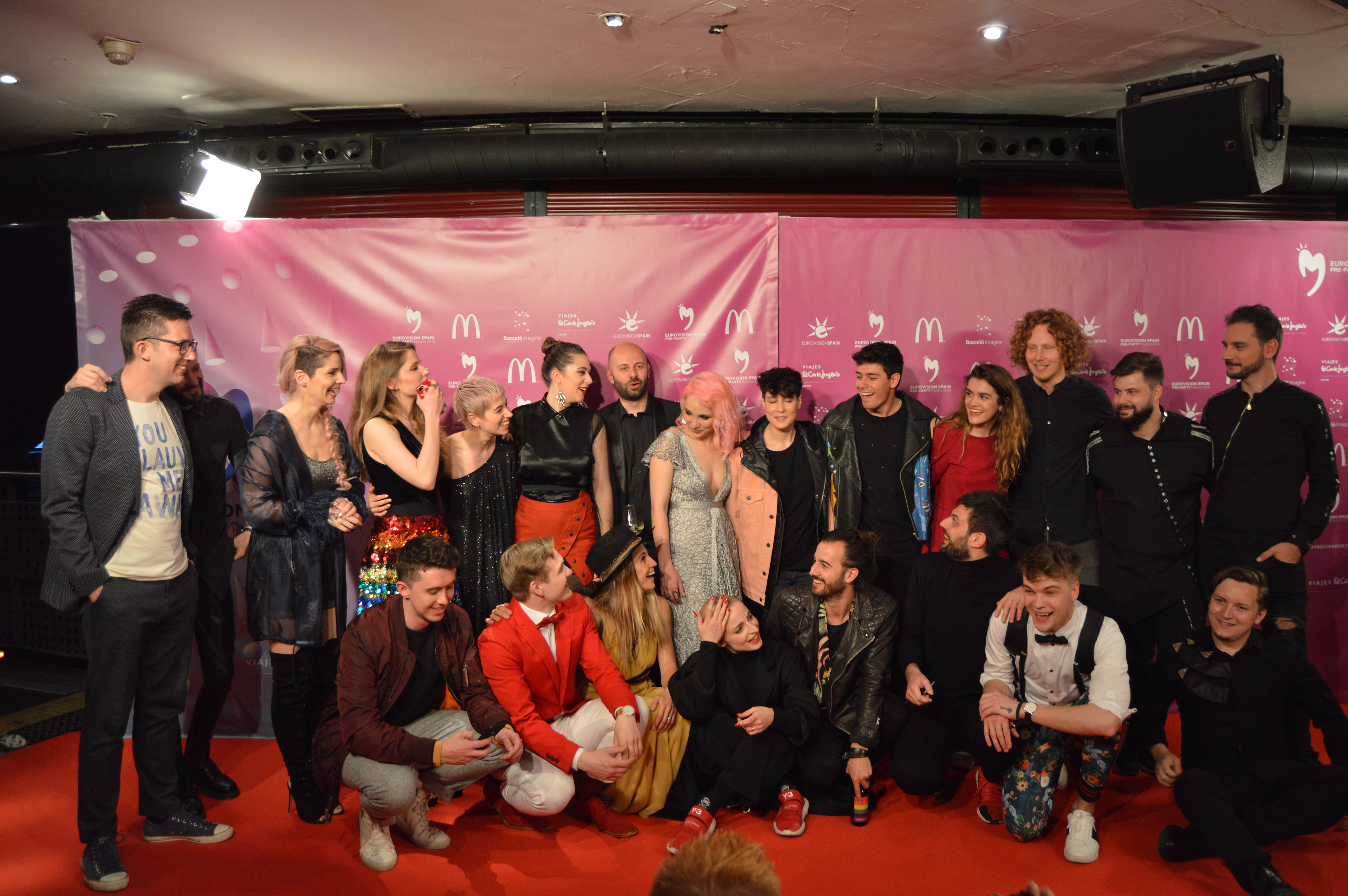
Die 21 Teilnehmer bei der Eurovision Spain Pre-Party 2018

Die Eurovision Spain Pre-Party 2018 fand am 21. April 2018 im Sala La Riviera in Madrid statt. Moderiert wurde das Event von Soraya Arnelas, die Spanien beim Eurovision Song Contest 2009 vertrat. Es war das letzte Promotion-Event vor dem eigentlichen Eurovision Song Contest. Folgende 21 Länder nahmen am Event teil:
- Albanien
- Armenien
- Belarus
- Belgien
- Deutschland
- Frankreich
- Irland
- Island
- Lettland
- Mazedonien
- Moldau
- Montenegro
- Portugal
- Rumänien
- San Marino
- Schweiz
- Slowenien
- Spanien
- Tschechien
- Ungarn
- Vereinigtes Königreich

Als Gast trat außerdem Lucía Pérez auf, die Spanien beim Eurovision Song Contest 2011 vertrat.

## Trivia

### Beitrag von Belarus
Am 10. Januar 2018 wurde über das russische Netzwerk VK bekannt, dass der ukrainische Sänger Alekseev sein Lied Forever, mit dem er sich beim belarussischen Eurofest bewarb, bereits im Mai 2017 in Stawropol vortrug. Allerdings handelte es sich hierbei um die russischsprachige Version des Liedes, die Navsegda heißt. Laut Regeln der EBU ist es jedoch nicht erlaubt, sein Lied vor dem 1. September des vorherigen Jahres zu veröffentlichen. Aufgrund dieses Vorkommnisses trat Sofi Lapina, eine Teilnehmerin am belarussischen Vorentscheid, zurück, da sie es als ungerecht empfand, dass Alekseev trotzdem weiterhin teilnehmen durfte. Als Reaktion darauf gab die belarussische Rundfunkanstalt BTRC bekannt, dass Alekseev sein Lied überarbeiten müsse, um teilnehmen zu können. Nachdem er dies tat, durfte er teilnehmen und gewann sogar den Vorentscheid. Nach dem Vorentscheid war es allerdings unklar, ob die EBU das Lied beim ESC erlauben würde. Am 23. Februar 2018 gab die EBU dann aber bekannt, dass Alekseev mit seinem Lied Forever antreten darf. Am 28. März 2018 wurde eine neue Version von Forever veröffentlicht, die auch in Lissabon beim Wettbewerb aufgeführt wurde. Während der Text in dieser Version gleich geblieben ist, wurde die Musik verändert und zum Ende des Liedes ein Chor eingebaut.

### Tschechiens Probenunfall
Während der ersten Probe am 29. April 2018 verletzte sich Mikolas Josef am Rücken, als er Teile seines Tanzes vorführte. Ein Arzt riet ihm, ein Krankenhaus aufzusuchen. Auf Instagram schrieb Josef dann noch am selben Tag: „I can confirm that I got injured during the rehearsal and the situation got worse after several hours. I can't even walk now. Got back from the first hospital and I am now heading to another one.“ (dt.: „Ich kann bestätigen, dass ich mich während der Proben verletzt habe und die Situation nach einigen Stunden schlimmer wurde. Ich kann jetzt nicht mehr gehen. Kam gerade aus dem ersten Krankenhaus zurück und gehe nun ins nächste.“) Er fügte hinzu, dass er definitiv beim ESC auftreten werde. Am 1. Mai 2018 teilte er mit, dass er wieder gehen könne und sich besser fühle. Mit einigen Änderungen am Auftritt trat er problemlos am 3. Mai 2018 seine zweite Probe an.

### Zensur in China
Für die zeitversetzte Übertragung des ersten Halbfinales über Hunan TV wurden der albanische, der irische und Teile des Schweizer Beitrags aus der Übertragung entfernt. Im chinesischen Fernsehen ist es nicht erlaubt, dass Tätowierungen gezeigt werden, was bei Albanien und der Schweiz aber der Fall war. Irland hingegen wurde wegen der Porträtierung eines schwulen Paars aus der Übertragung gestrichen. Die Zensur betraf sowohl die Auftritte als auch die Zusammenfassungen der Auftritte im Schnelldurchlauf. Noch vor Ausstrahlung des zweiten Halbfinales gab die EBU daraufhin die Beendigung der Zusammenarbeit mit der chinesischen Sendergruppe bekannt.

### Störung des britischen Beitrags
Der Beitrag der britischen Sängerin SuRie wurde im Finale durch den Rapper und Aktivisten Konstantin alias Dr ACactivism gestört, der auf die Bühne stürmte, ihr das Mikrofon entriss und hinein rief: „For the Nazis of the UK media, we demand freedom.“ (übersetzt: „Dies ist für die Nazis von der britischen Presse! Wir verlangen Freiheit!“) Ordner rissen ihn von der Bühne, die Regie zeigte während des Vorfalls das Publikum, bis SuRie nach einigen Sekunden wieder das Mikrofon ergriff und weitersingen konnte. Ihr wurde die Möglichkeit gegeben, nach dem letzten regulären Starter erneut aufzutreten, was sie jedoch ablehnte.

### Israelische Außenpolitik
Der israelische Verteidigungsminister Avigdor Lieberman nutzte den Sieg seines Landes beim ESC zu außenpolitischen Äußerungen gegen den Iran und Syrien. Via Twitter ließ Lieberman den damaligen syrischen Präsidenten Baschar al-Assad wissen, er solle „lernen, was heute passiert“ und dem iranischen Ajatollah Ali Chamene’i sagen, dass er „nicht sein Spielzeug“ (הצעצוע) sei, denn der Iran habe in Syrien „nichts zu suchen“.

## Sonstiges
- Armenien: Armenien trug zum ersten Mal einen Titel vollständig in armenischer Sprache vor.
- Aserbaidschan: Aserbaidschan konnte sich zum ersten Mal in seiner Geschichte beim ESC nicht für das Finale qualifizieren, da Aisel im ersten Halbfinale nur den elften Platz erreichte.
- Australien: 2018 nahm Australien zum vierten Mal am Eurovision Song Contest teil. Mit 99 Punkten und Platz 20 in der Gesamtwertung war es Australiens schlechtestes Abschneiden seit seinem Debüt 2015. Zudem erreichte Australien mit 9 Punkten aus dem Televoting die wenigsten Televoting-Punkte aller am diesjährigen Finale teilnehmenden Länder.
- Deutschland: Michael Schulte erzielte mit 340 Punkten das beste deutsche Ergebnis seit 2010, es war außerdem das erste Mal seit acht Jahren, dass Deutschland 12 Punkte bekam. Deutschland konnte sich seit 2012 wieder in den Top 10 platzieren. Außerdem hatte Deutschland zum dritten Mal in Folge dieselbe Startnummer wie der Vorjahressieger.
- Estland: Zum ersten Mal wurde der estnische Beitrag komplett auf Italienisch gesungen.
- Italien: Der italienische Teilnehmer Ermel Meta und Eleni Foureira, Vertreterin von  Zypern, wurden beide in den 1980er Jahren in der albanischen Stadt Fier geboren. Eugent Bushpepa, der für  Albanien antrat, wurde im nordalbanischen Rrëshen geboren, emigrierte aber wie Ermal Meta in jungen Jahren nach Italien.
- Mazedonien: Eye Cue erhielt für das schlechteste Outfit den Barbara Dex Award.
- Österreich: Österreich erzielte das drittbeste Ergebnis in der Geschichte des Landes beim Eurovision Song Contest.
- Rumänien: Rumänien scheiterte das erste Mal in seiner gesamten ESC-Geschichte im Halbfinale.
- Russland: Auch Russland scheiterte zum ersten Mal im Halbfinale, sodass die  Ukraine und  Australien als die einzigen Länder verblieben, die es bis zu diesem Zeitpunkt immer ins Finale geschafft hatten.
- Schweden: Schweden erhielt in der Jury-Abstimmung 253 Punkte und im Televoting 21 Punkte. Seit der Einführung des neuen Punktesystems war die Differenz zwischen der Jury- und Zuschauer-Abstimmung mit 232 Punkten nie größer, sodass die Rekorddifferenz von 214 Punkten, die der Pole Michał Szpak 2016 erzielte, eingestellt wurde.
- Ukraine: Mélovin trat im zweiten Halbfinale als Letzter auf, im Finale hingegen als Erster. Es ist das dritte Mal in Folge, dass der letzte Teilnehmer des zweiten Halbfinals das Finale eröffnet, nachdem es 2016 der Belgierin Laura Tesoro und 2017 dem Israeli Imri Ziv genauso erging.
- Zypern: Zypern erzielte mit einem zweiten Platz das beste Ergebnis seit seinem Debüt im Jahre 1981. Als einziges Land erhielt Zypern sowohl im Halbfinale als auch im Finale Televoting-Punkte aus allen Teilnehmerländern.
- Tschechien: Zum ersten Mal bekam Tschechien aus einem Land die Höchstwertung von 12 Punkten.